# 哥本哈根
哥本哈根（發音：[kʰøpm̩ˈhɑwˀn] ⓘ）是丹麥的首都、最大城市及最大港口。座落於丹麥西蘭島東部，與瑞典的馬爾默隔厄勒海峽相望。
厄勒海峽大橋在2000年完工後，哥本哈根與瑞典的馬爾默可透過車輛和鐵路往來，促成了兩地人力資源的互相交流，每年利用厄勒海峽大橋的通勤人數不斷增長。此外大橋通車後也讓兩座城市之間形成北歐地區最大的城市群。
在2008年，《Monocle》雜誌將哥本哈根選為「最適合居住的城市」，並給予「最佳設計城市」的評價。哥本哈根在全球城市分類中被列為第二類世界級城市。此外哥本哈根在西歐地區獲選為「設置企業總部的理想城市」第三名，僅次於巴黎和倫敦。 不過外來人口多，治安也有疑慮。
哥本哈根城市建立之際的名稱為「Kjøbmandehavn」，意為「商人的港口」。英語「Copenhagen」的名稱來自於低地德語「Kopenhagen」，中文譯名也由此而来。

## 历史

### 早期历史
传统上哥本哈根最早的记录在12世纪末，最近的考古发现在国王新广场附近有一个大型商人宅邸的遗迹，时间约为1020年。此外还发现了一口井和古老教堂的遗迹。该地还发现了燧石的遗迹，证明在石器时代当地就有人类定居点。许多历史学家也认为，在维京时代晚期，该镇已经初具雏形。从11世纪开始，当地优质的港口和鲱鱼鱼群吸引渔民和商人来此定居。居住地很可能就在甘梅尔斯特兰德Gammel Strand）附近。
哥本哈根的名字第一次出现在书面是来自萨克索·格拉玛提库斯的著作《丹麦人的事迹》，使用拉丁语拼写为Portus Mercatorum，意为“商人之港”，而当时的丹麦语拼写则为Købmandens Havn。后来这个名字改成哥本哈根。传统上，哥本哈根的建城年是1167年，这一年阿布萨隆主教在城堡岛上建立了第一座城堡（哥本哈根城堡），位置就位于现在的克里斯蒂安堡宫。建立城堡的目标就是为了城镇免受文德海盗的袭击。文德人的袭击持续了较长时间，并将旧堡垒摧毁，而哥本哈根城堡则取而代之。

### 中世纪
1186年，教宗乌尔巴诺三世的一封信上提到：哈芬（即哥本哈根）和周围的土地，由丹麦国王瓦尔德马一世授予罗斯基勒主教（1158-1191）和隆德大主教（1177-1201）阿布萨隆。阿布萨隆死后，他的财产继续归罗斯基勒主教所有。1200年左右，圣母教堂建于城镇东北部的高地上，周围开始逐步发展起来。
该镇地位提升之后便遭到了汉萨同盟的敌视和连续袭击。1368年的第二次丹麦汉萨战争中，同盟成功侵占哥本哈根。哥本哈根的渔业蓬勃发展，特别是鲱鱼贸易，使这座城市开始朝斯洛特绍尔门以北扩张。1254年，哥本哈根在主教雅各布·埃尔兰德森的领导下获得城市特权，主教通过这个特权吸引当地渔民的支持以对抗国王的统治。
1397年，丹麦、挪威和瑞典之间成立卡尔马联盟。1416年，波美拉尼亚的埃里克决定将他的王座迁到哥本哈根城堡，哥本哈根由此成为丹麦的首都。1479年6月1日，经教宗西斯笃四世批准，克里斯蒂安一世国王为哥本哈根大学揭幕，令其成为丹麦最古老的大学，也是欧洲最古老的大学之一。大学开始时由教会控制，但在16世纪30年代的丹麦宗教改革之后，大学的地位发生了改变。

### 近代
在1536年之前，哥本哈根一直支持信仰天主教的克里斯蒂安二世。1523年，信仰路德宗的弗雷德里克一世包围了哥本哈根，促使哥本哈根建造了一系列城墙和塔楼来增强防御工事。1536年7月，在经历一年的围困之后，哥本哈根向克里斯蒂安三世投降，意味着该市转向新教。在16世纪后半叶，哥本哈根借助频繁来往的荷兰船只来与波罗的海地区进行贸易。主政这座城市的克里斯托弗·瓦尔肯多夫是一位杰出的政治家，他捍卫城市的利益，并为其后续的发展做出了杰出的贡献。荷兰和德国北部皆转向新教信仰。

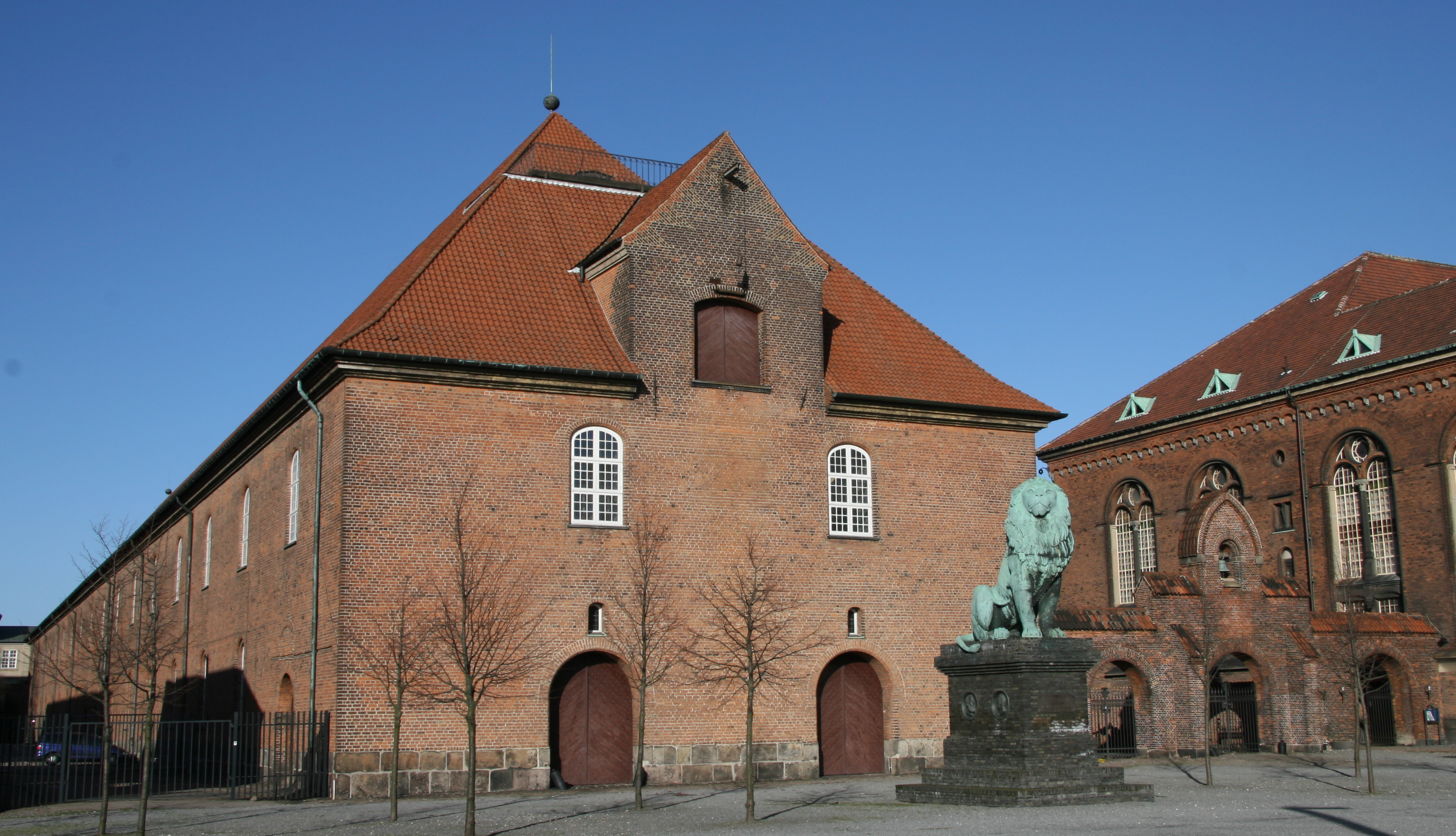
旧兵工厂，现在的哥本哈根军事博物馆

从1588年开始，哥本哈根进入长达60年的克里斯蒂安四世统治时期，城市获得了巨大的发展。在克里斯蒂安四世的倡议下，17世纪初城堡岛兴建了两个重要建筑，兵工厂（现在的哥本哈根军事博物馆）以及股票交易中心。1616年正式成立丹麦东印度公司。在哥本哈根的东部，收到荷兰城市规划的启发，国王开发了克里斯蒂安港区（Christianshavn），设有运河和城墙，本来想作为一个相对独立的贸易中心，但最终还是并入哥本哈根。克里斯蒂安四世还赞助了包括罗森堡城堡和圆塔在内的地标性建筑项目。1658年到1659年，卡尔十世率领瑞典军队围攻哥本哈根，最终被丹麦军击退。
1661年，哥本哈根确立了作为丹麦挪威王国首都的地位。所有的主要机构都设在此处。舰队和大部分的军队也驻扎在此处。1664年，哥本哈根要塞正式建成，1692年克里斯蒂安斯哈芬沃尔德扩建了堡垒，使得城市防御力进一步加强，并为舰队建立了一个新的基地。
1711年，哥本哈根爆发瘟疫，6.5万人口死亡了2.2万人。1728年哥本哈根发生大火，是这座城市最大规模的火灾，从10月20日夜间烧到23日上午，摧毁了28%的地区，导致20%的居民无家可归。这座城市的中世纪部分有47%被全部烧毁。1795年的大火之后，现在的城市中已经很难找到古城的遗迹。
火灾之后进行了大量的重建工作，其中最重要就是1733年开始的克里斯蒂安堡宫（第一期）的兴建，历时十二年，到1745年竣工。1749年，由尼古拉·艾特韦设计的腓特烈斯塔登地区逐步开始发展，属于洛可可风格的建筑群，其中的核心建筑是阿马林堡宫。另外还有一些文化性的建筑，如皇家剧院（1748年）和皇家美术学院（1754年）。
18世纪下半叶，丹麦和哥本哈根基本中立于欧洲大国之间的战争，着力于波罗的海国家之间的贸易。1794年的大火直接烧毁了克里斯蒂安堡宫。1795年的大火之后开始兴建现在的地标霍布罗广场。

### 现代
1801年4月2日，海军上将海德·帕克率领的英国舰队袭击并击败了停泊在哥本哈根附近的丹麦-挪威舰队。在他手下的是声名远扬的海军中将霍雷肖·纳尔逊，他领导了主要的攻势，他不惜违抗帕克的撤退命令，在停战协议签订之前摧毁了众多的丹麦-挪威舰船。哥本哈根海战通常被认为是纳尔逊最痛苦的战斗，甚至超过了特拉法尔加的激战。

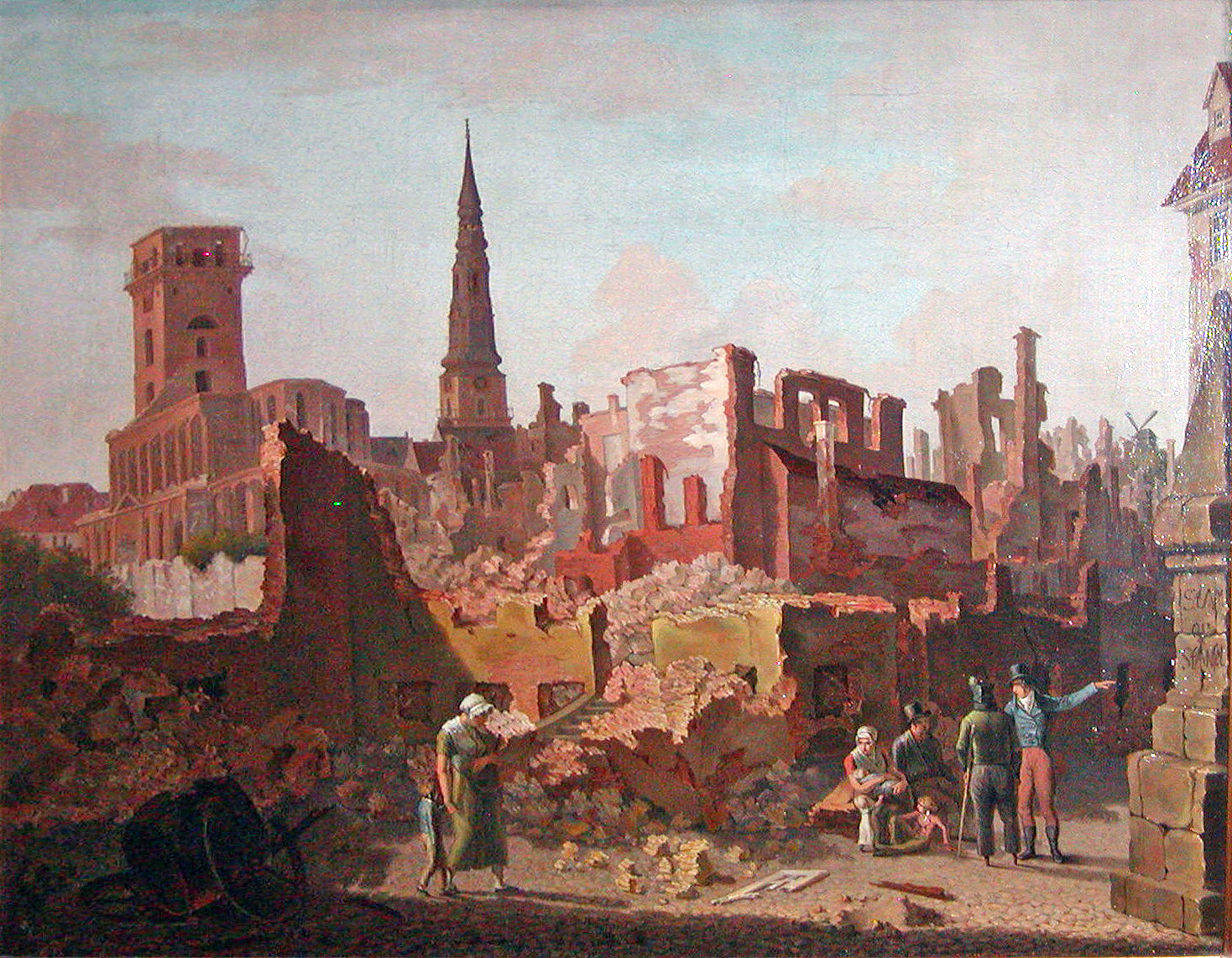
描绘遭遇英军炮轰之后的哥本哈根画作，1807年9月

短短6年之后，英丹之间战火再起。1807年8月16日至9月5日爆发第二次哥本哈根战役。虽然从英国的角度来说，是对哥本哈根先发制人的攻击，目标是再次夺取丹麦-挪威舰队。但是从丹麦人和哥本哈根居民的角度看，这是一场赤裸裸的恐怖轰炸。英军使用康格里夫火箭对城市进行随机的炮轰，引发了剧烈的燃烧（因为火箭含有磷，无法用水扑灭）。当时城内最大的教堂圣母教堂也被海炮摧毁。部分历史学家认为这场战斗是近代以来第一场针对城市的恐怖袭击。之后英军投入三万人登陆，将哥本哈根彻底包围，袭击造成约2000名平民阵亡，城区大部分被毁。哥本哈根的防御工事过于陈旧，岸防炮的有限射程根本无法匹敌英军的远程火炮。
经历了19世纪初的灾难之后，哥本哈根在接下来的时间经历了一段激烈的文化创造时期，被誉为“丹麦黄金时代”。其中绘画方面有克里斯托弗·威廉·埃克斯贝尔和他的学生。建筑领域，克里斯蒂安·F·汉森和戈特利布·宾德斯波尔则为城市创造了新古典主义外观。
19世纪50年代初，哥本哈根城墙开放，西部与防御工事接壤的湖区周围建造了新的住宅。19世纪80年代，韦斯特布罗和诺勒布罗地区也发展起来，容纳来自丹麦各郡的人。从1886年开始，西城墙被夷为平地，并对港口进行了扩建，1892年到1894年建立了哥本哈根自由港。1892年哥本哈根引入电力系统，1897年有轨电车投入运营。住宅地向旧城墙以外的地方扩张带来了人口的巨大增长。1840年哥本哈根人口约12万，到1901年达到40万。

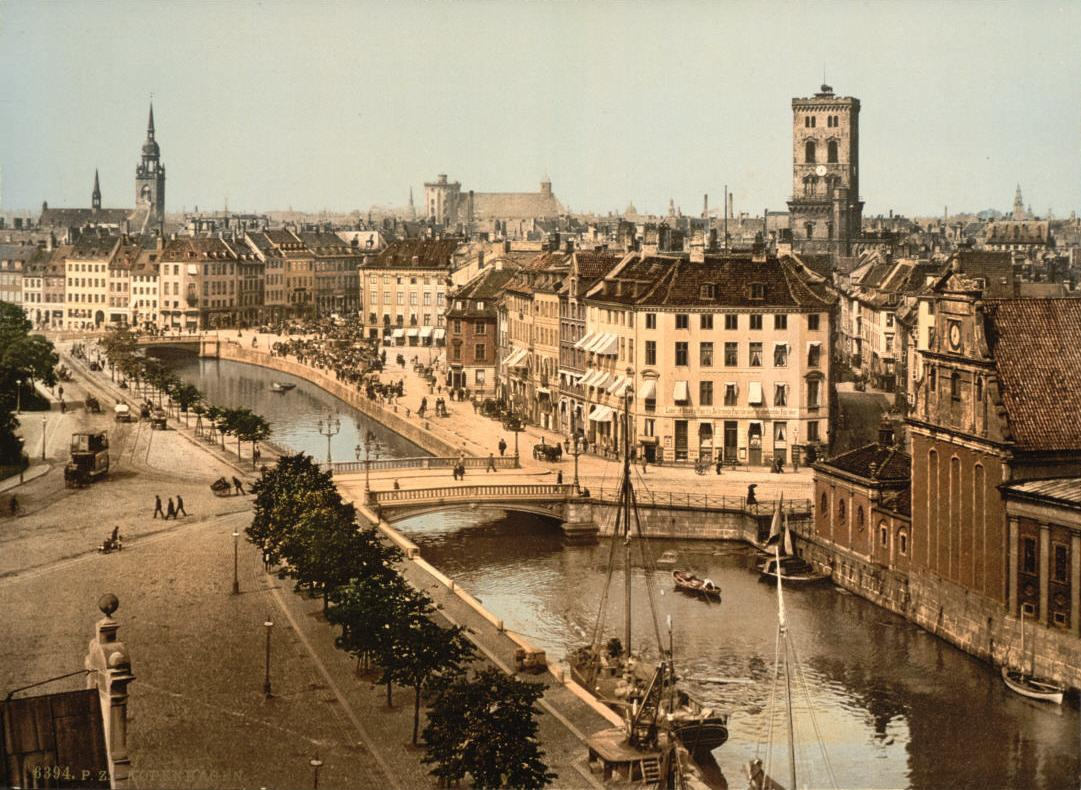
1900年的城堡岛和运河

20世纪初，哥本哈根已经成为一个繁荣的工业和行政城市。新的市政厅和火车总站的落成，让市中心朝西侧迁移。布隆斯霍伊和瓦尔比开启新的住宅项目，而腓特烈斯贝则成为市内的一块飞地。阿迈厄岛和瓦尔比的北部地区在1901年到1902年并入哥本哈根市。
丹麦在第一次世界大战中保持中立，哥本哈根可以同时与英国和德国进行贸易。但在战争期间，哥本哈根的防御工事仍有40000名丹麦士兵驻守。20世纪20年代，哥本哈根出现商品和住房短缺现象。市内颁布计划要拆除克里斯蒂安港区的陈旧部分和清理该市的贫民窟。然后直到30年代，克里斯蒂安港区的市场街（Torvegade）部分被拆除，才开始兴建新的公寓大楼。
1940年4月9日，纳粹德国入侵丹麦，哥本哈根跟其他地区都被德国军队占领直到1945年5月4日。德国元首阿道夫·希特勒希望丹麦成为“模范保护国”，纳粹当局试图与丹麦政府达成和解。到1943年，丹麦议会选举被允许恢复进行，但丹麦共产党被排除在外。1943年，丹麦政府与德国占领军合作破裂，丹麦皇家海军在哥本哈根港外击沉了几艘战船，防止德国人使用它们。从那时候开始，纳粹开始逮捕当地的犹太人，而大部分犹太人都逃亡到中立国瑞典。
1945年，特别行动执行处丹麦分局领导人奥勒·利普曼邀请英国皇家空军袭击纳粹在哥本哈根的总部来支援他们在当地的行动。空军副元帅巴希尔·恩布利（Basil Embry）爵士制定了对保安局和盖世太保大楼（前壳牌石油办公室）的大规模精准攻击的计划。为了防止空袭，纳粹将政治犯关押在阁楼里，所以皇家空军只能选择轰炸大楼的下层。
这场轰炸行动被称为迦太基行动，于1945年3月22日执行。空袭一共三波，第一波所有6架飞机全部命中了目标，但其中一架飞机在弗雷德里克女子学校附近坠毁，坠机导致后续两波的飞机误认为学校是军事设施，而选择将炸弹投向学校，直接导致123名平民（其中87名学童）死亡。盖世太保的档案在轰炸中全部被毁，有18名政治犯成功从大楼中逃脱出来。

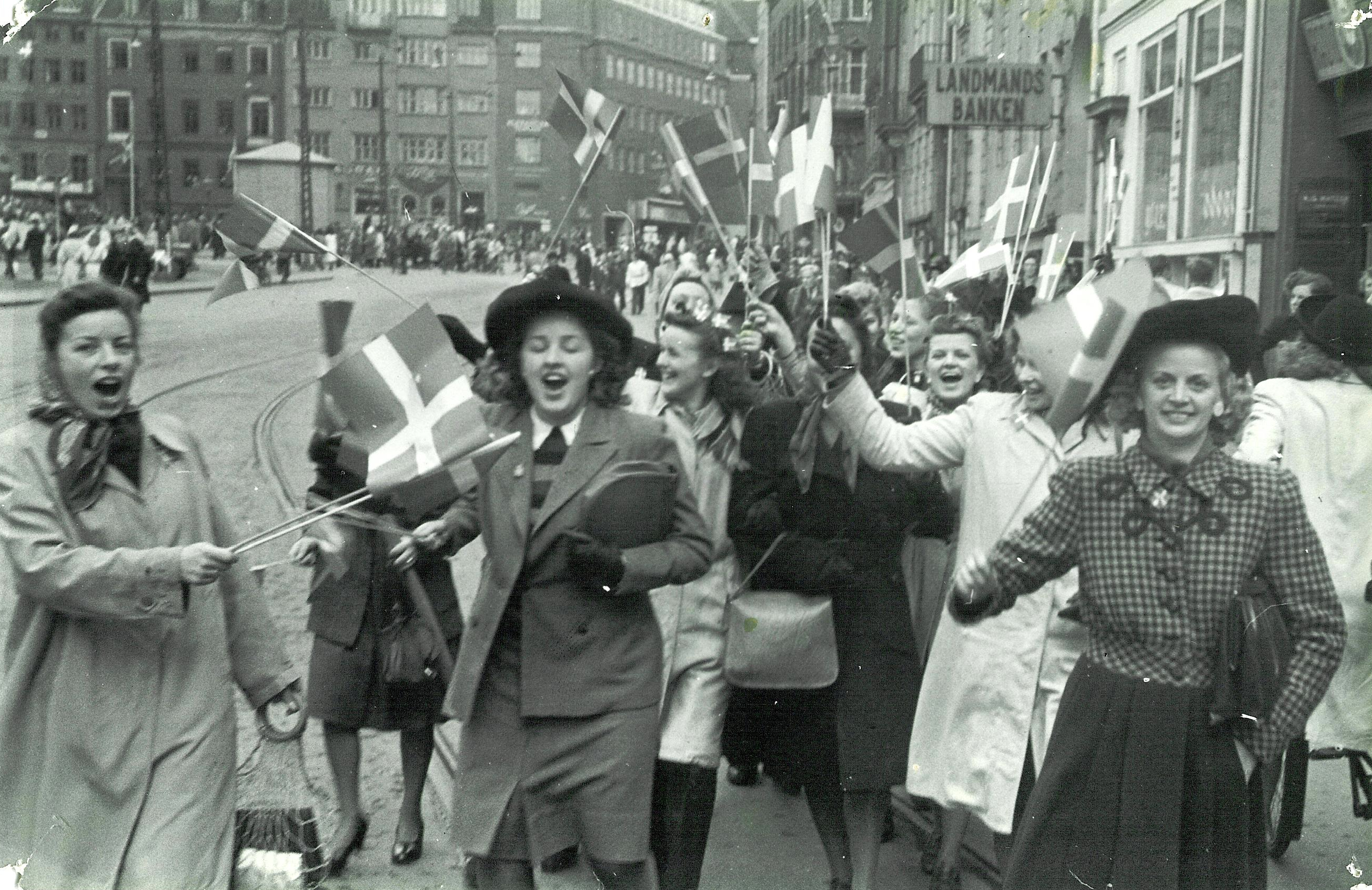
哥本哈根市民庆祝丹麦解放,1945年5月5日

1945年5月8日，陆军元帅伯纳德·蒙哥马利率英军正式解放了哥本哈根。蒙哥马利亲自监督了首都周围30000名德国士兵的投降。

### 当代
在二战结束后不久，一个被称为“手指计划”的创新城市发展项目在1947年推出，鼓励从市中心沿着城市快铁线路延伸出的五个“手指”沿线建造新的住房和企业，同时点缀大面积的绿地。福利国家政策的推行和妇女进入劳动力队伍，全市各地兴建了新的学校、托儿所、体育设施和医院。
20世纪60年代末，城市发生学生骚乱，克里斯蒂安港区的鲍德斯曼德斯特雷德兵营被占领，1971年9月在此处建立了著名的克里斯蒂安尼亚自由城。
随着汽车交通量的大幅度增长，1972年公共汽车取代了传统的有轨电车。20世纪60年代开始，在建筑师扬·盖尔的倡议下，哥本哈根市中心修建了步行街和自行车道。哥本哈根港的活动也随着海军基地的关闭而减少。哥本哈根机场则进行了大规模扩建，成为北欧国家的枢纽。20世纪90年代，港区和阿迈厄岛的西部都进行了大规模的住房开发。作为皇家图书馆新馆的黑钻石大厦在1999年竣工。

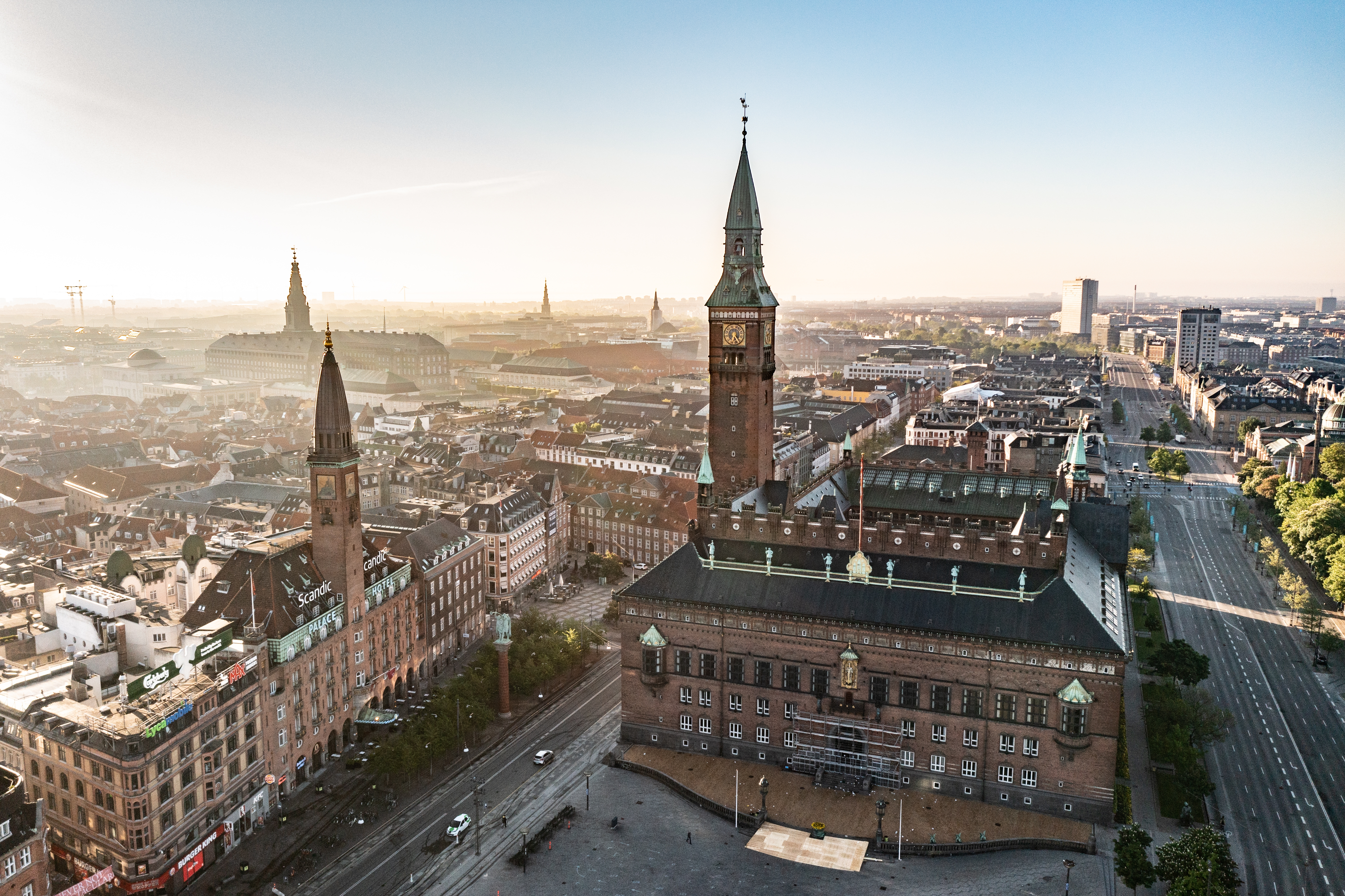
位于市政厅广场上的哥本哈根市政厅

2000年夏季以来，哥本哈根与瑞典城市马尔默通过厄勒海峡大桥进行铁路和公路的连接。因此，哥本哈根已经成为横跨两国的大都市地区的中心。这座大桥给公共交通系统带来巨大的变化，并导致阿迈厄岛的大规模重建工作。哥本哈根的服务业和贸易业也得到了充分发展，建立了一些银行和金融机构。教育机构当中哥本哈根大学拥有35,000名学生，具备举足轻重的地位。在交通方面，哥本哈根在2002年开通了地铁系统，并在2007年进行扩建，到2011年的承载量为5400万名乘客。
文化方面，哥本哈根歌剧院在2004年竣工，是迈尔斯克·默勒代表默勒基金会送给城市的礼物。2009年12月，联合国气候变化大会在哥本哈根举行，在国际上引发关注。
2022年7月3日，哥本哈根的Field's购物中心发生枪击案，造成3人死亡、4人重伤。警察总监瑟伦·托马森宣布逮捕一名22岁的男子，并表示不能排除此次事件为恐怖主义行为。

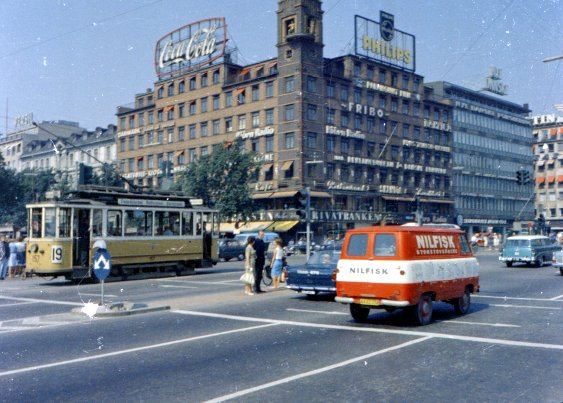
1963年哥本哈根市政府廣場前的哥本哈根輕軌電車。
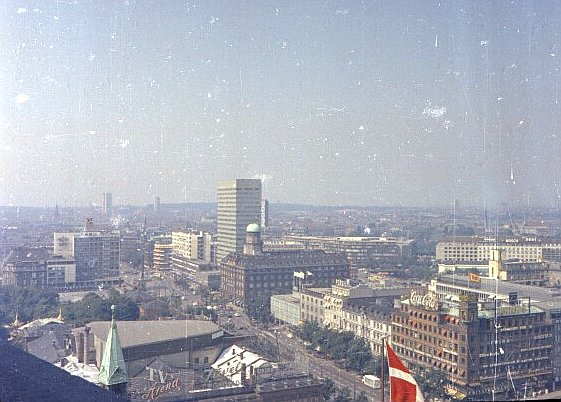
1963年從哥本哈根市政府大廈朝西望向皇家酒店的景色。
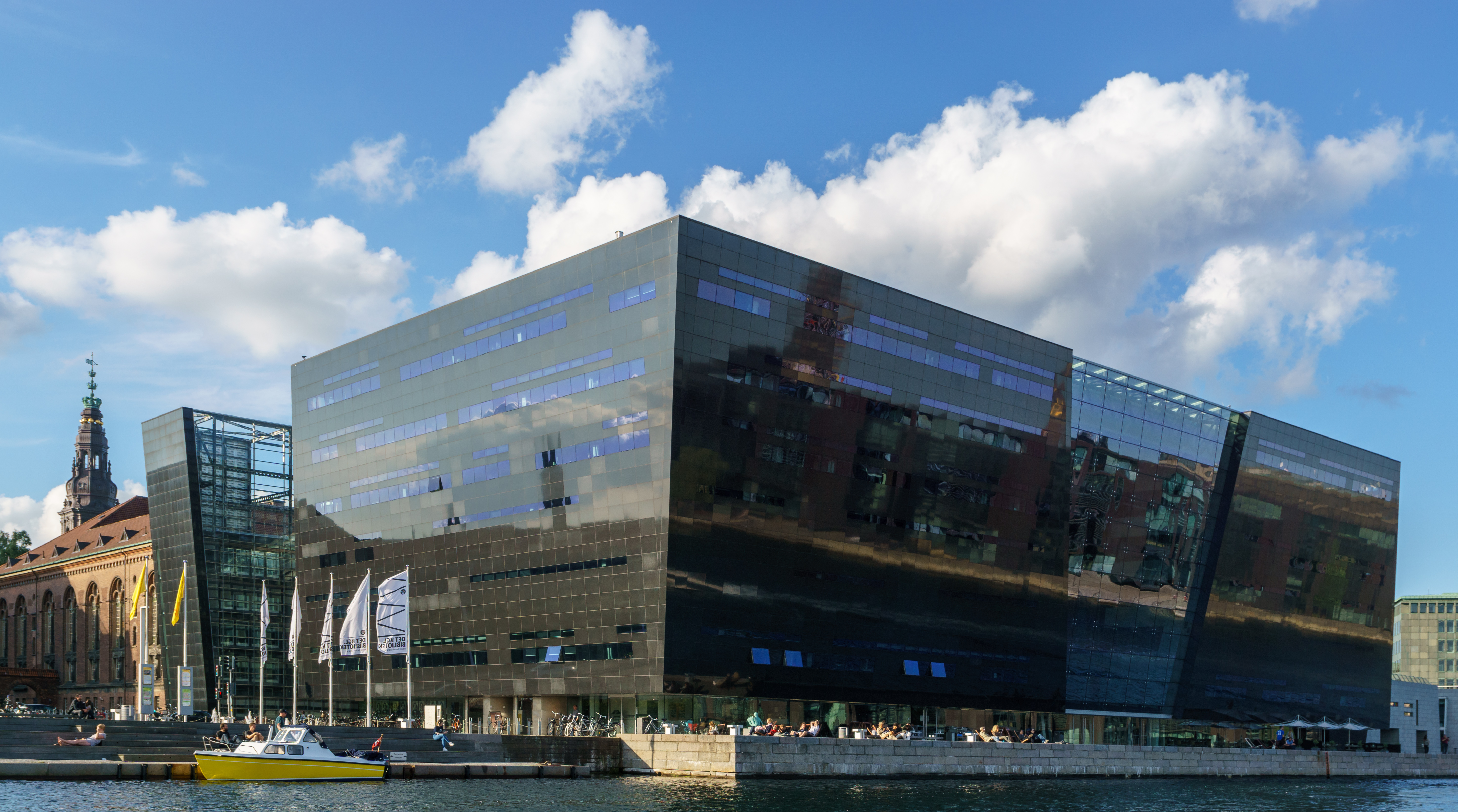
黑钻石大厦（丹麦皇家图书馆新馆）
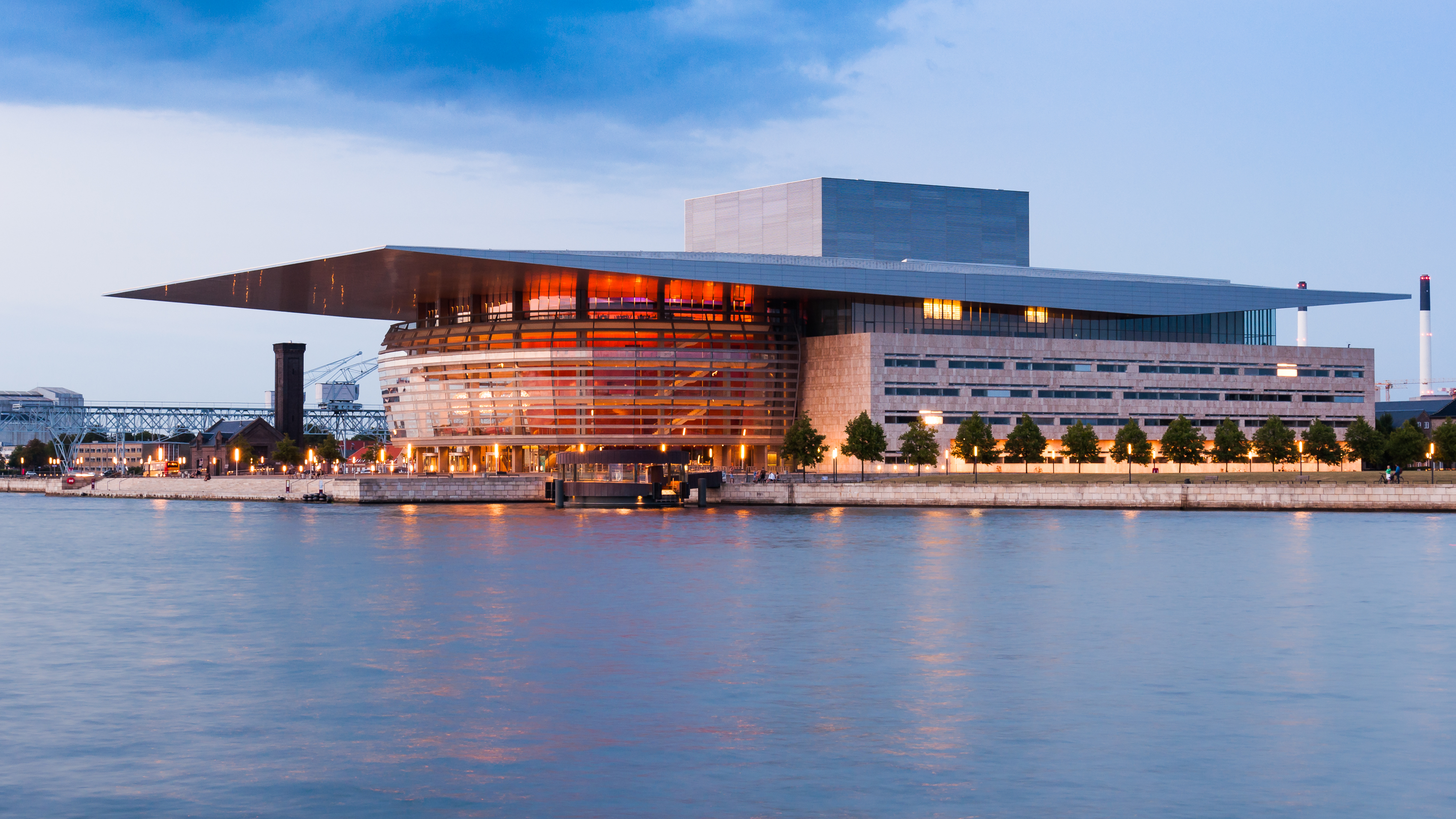
哥本哈根歌剧院

## 地理

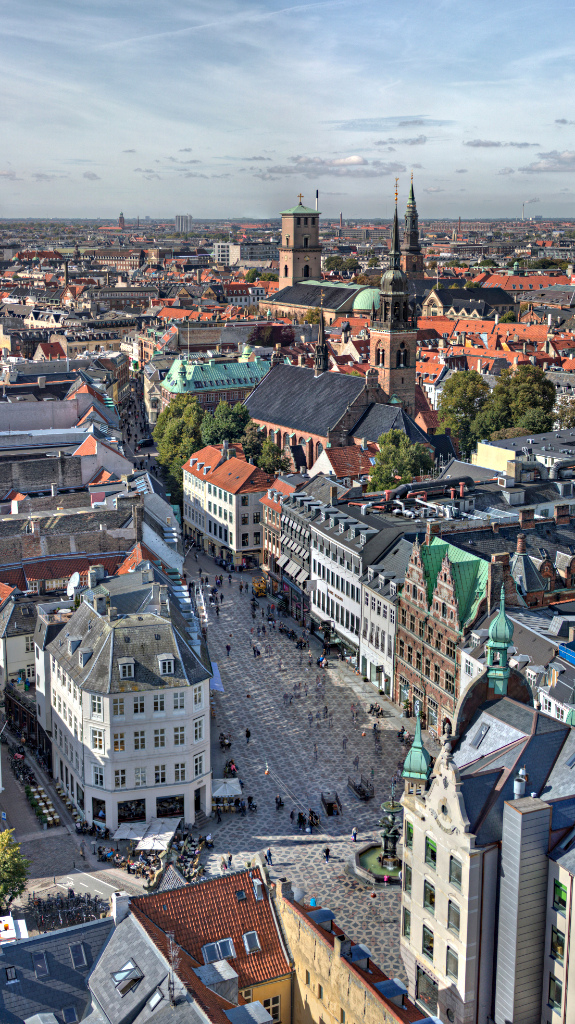
於廣場附近聖尼各老堂眺望阿邁厄廣場一景。

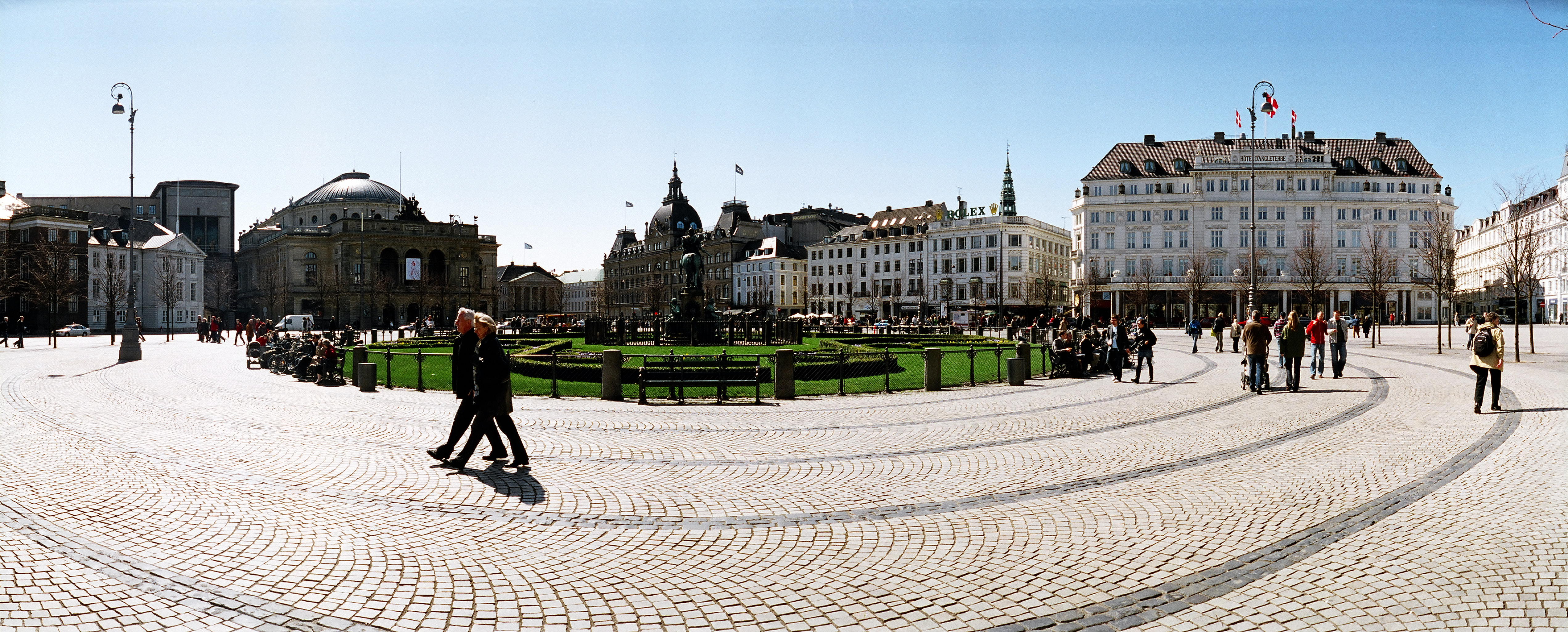
國王新廣場

哥本哈根位於丹麦第一大岛西兰岛上，与瑞典的马尔默隔海相望。城市的一小部分位于阿玛格尔岛上。
从地质上来看哥本哈根位于冰川时期留下来的冰碛层上（丹麦大多数地区是冰碛层）。

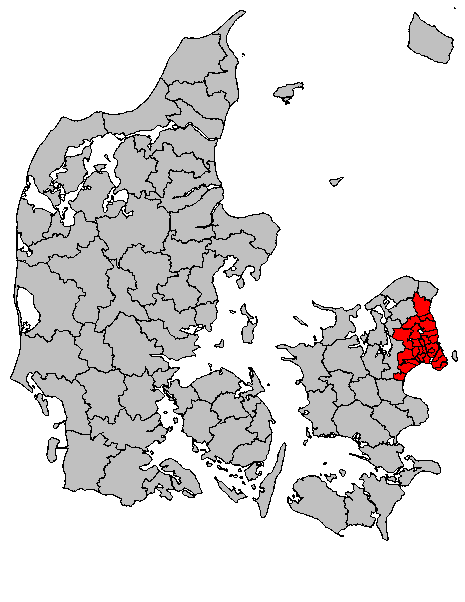
丹麦首都哥本哈根

### 气候
哥本哈根屬於溫帶海洋性氣候，四季溫和。夏季平均氣溫最高約為22 °C（72 °F），最低約為14 °C（57 °F），而冬季的低溫約在0 °C（32 °F）左右。降雨量也十分適中，但全年四季皆有雨。冬季僅有少量降雪。
| 哥本哈根 (1961-1990)                   | 哥本哈根 (1961-1990) | 哥本哈根 (1961-1990) | 哥本哈根 (1961-1990) | 哥本哈根 (1961-1990) | 哥本哈根 (1961-1990) | 哥本哈根 (1961-1990) | 哥本哈根 (1961-1990) | 哥本哈根 (1961-1990) | 哥本哈根 (1961-1990) | 哥本哈根 (1961-1990) | 哥本哈根 (1961-1990) | 哥本哈根 (1961-1990) | 哥本哈根 (1961-1990) |
| 月份                                   | 1月                  | 2月                  | 3月                  | 4月                  | 5月                  | 6月                  | 7月                  | 8月                  | 9月                  | 10月                 | 11月                 | 12月                 | 全年                 |
| -------------------------------------- | -------------------- | -------------------- | -------------------- | -------------------- | -------------------- | -------------------- | -------------------- | -------------------- | -------------------- | -------------------- | -------------------- | -------------------- | -------------------- |
| 平均高温 °C（°F）                      | 1.9 (35.4)           | 2.0 (35.6)           | 4.8 (40.6)           | 9.5 (49.1)           | 15.0 (59.0)          | 19.2 (66.6)          | 20.4 (68.7)          | 20.3 (68.5)          | 16.7 (62.1)          | 12.1 (53.8)          | 7.1 (44.8)           | 3.7 (38.7)           | 11.1 (52.0)          |
| 平均低温 °C（°F）                      | −2.0 (28.4)          | −2.4 (27.7)          | −0.6 (30.9)          | 2.3 (36.1)           | 7.2 (45.0)           | 11.3 (52.3)          | 12.9 (55.2)          | 12.6 (54.7)          | 9.8 (49.6)           | 6.7 (44.1)           | 2.7 (36.9)           | −0.5 (31.1)          | 5.0 (41.0)           |
| 平均降水量 mm（）                      | 46 (1.8)             | 30 (1.2)             | 39 (1.5)             | 39 (1.5)             | 42 (1.7)             | 52 (2.0)             | 68 (2.7)             | 64 (2.5)             | 60 (2.4)             | 56 (2.2)             | 61 (2.4)             | 56 (2.2)             | 613 (24.1)           |
| 月均日照時數                           | 45                   | 67                   | 110                  | 168                  | 217                  | 218                  | 202                  | 193                  | 133                  | 90                   | 55                   | 42                   | 1,539                |
| 来源：Danmarks Meteorologiske Institut |                      |                      |                      |                      |                      |                      |                      |                      |                      |                      |                      |                      |                      |

## 城市景观

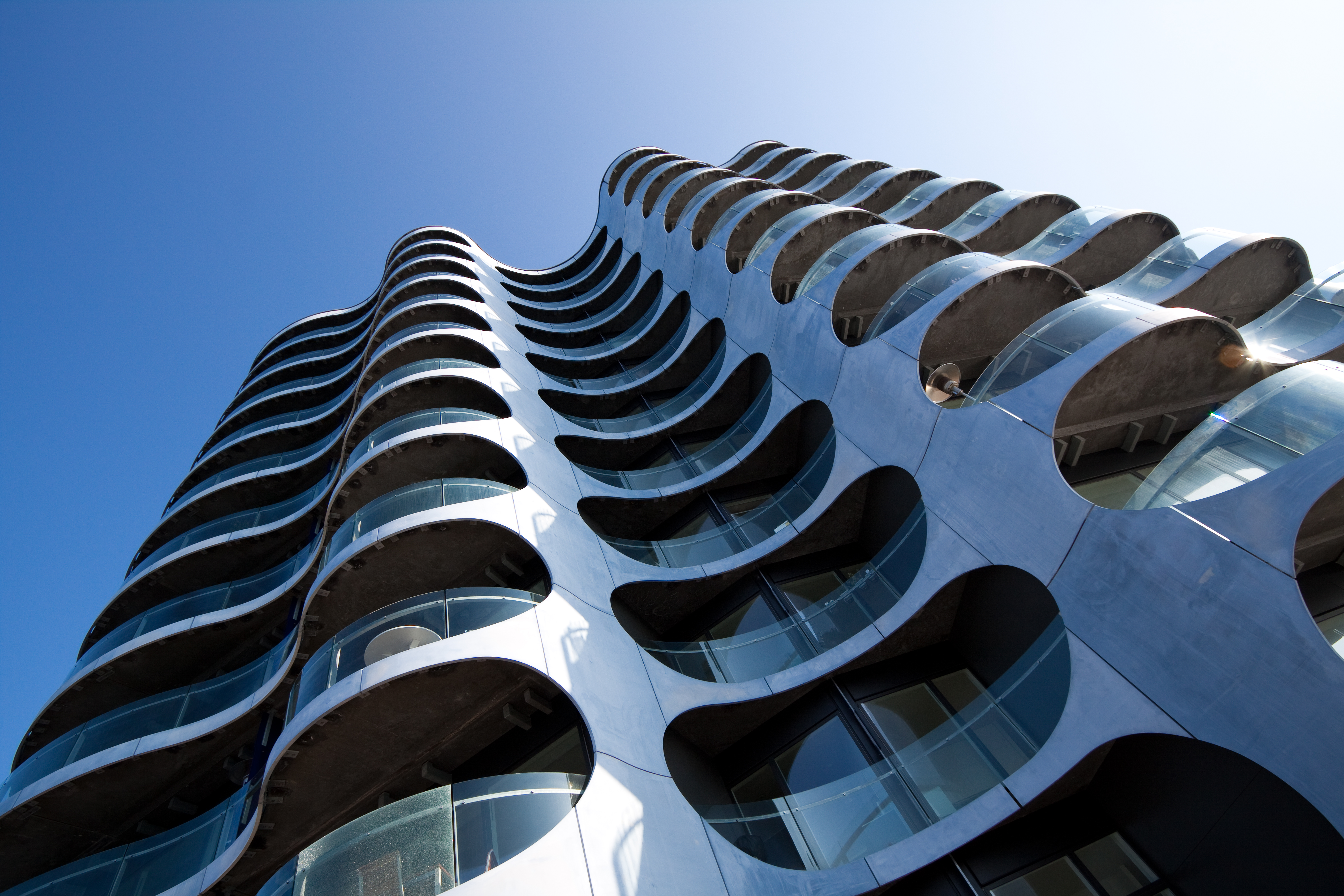
都会大厦

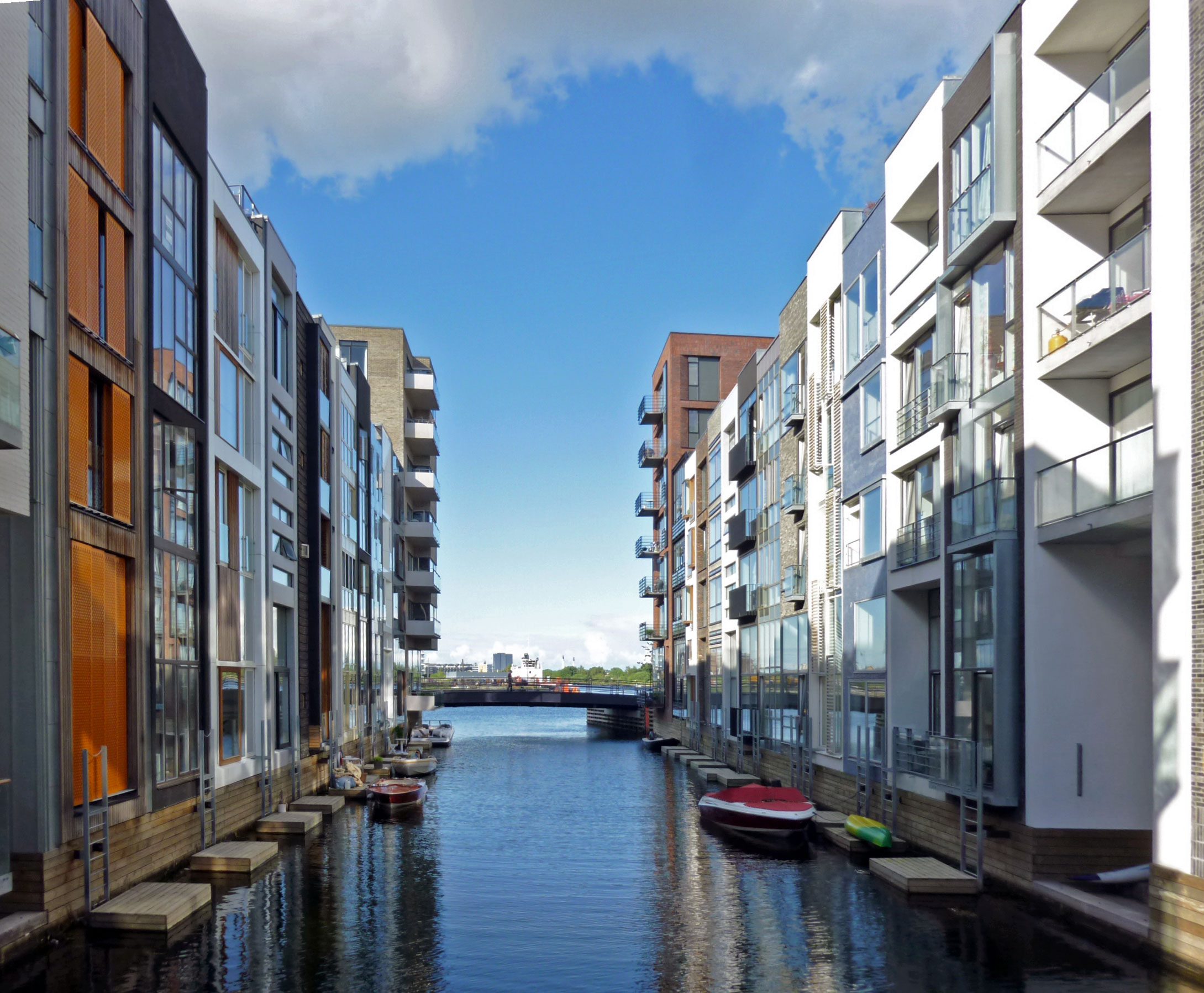
斯卢瑟霍尔门运河区

今天哥本哈根的城市形态是它几个世纪以来作为区域中心的结果。哥本哈根分为许多个区，分别形成于不同时代，每个区都有自己的个性。哥本哈根的鲜明特点，还包括充足的水，众多的公园，以及大部分街道都设有自行车专用道。

### 建筑

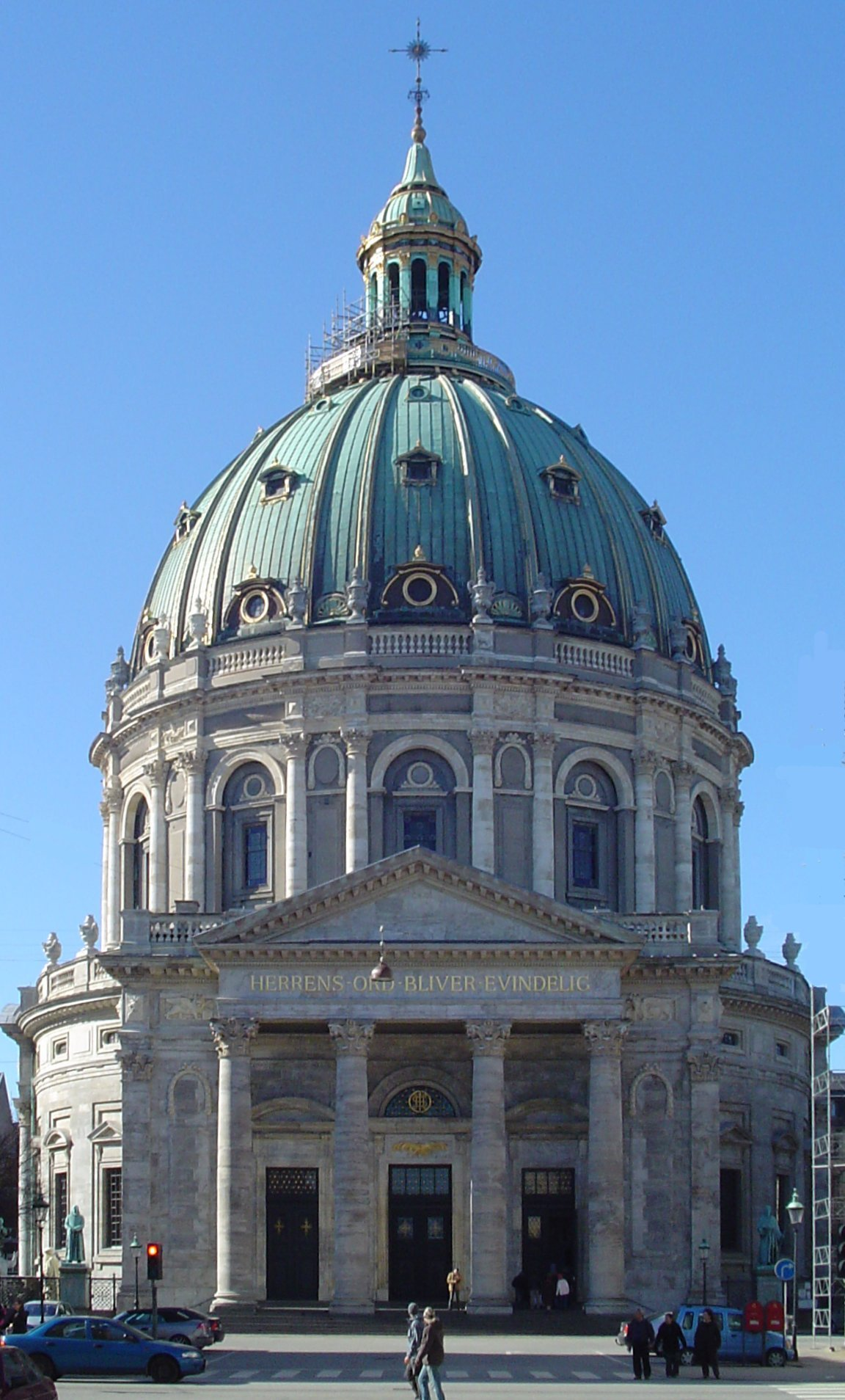
腓特烈教堂

哥本哈根内城最古老的部分通常被称为中世纪城（Middelalderbyen）。然而，哥本哈根最有特色的地区是腓特烈斯塔登（Frederiksstaden），18世纪弗雷德里克五世在位时期兴建。其中心是阿马林堡宫，腓特烈教堂的穹顶和几座典雅的18世纪豪宅俯视着该区。在哥本哈根古老的内城，有一个小小的城堡岛（Slotsholmen），岛上有克里斯蒂安宫和克里斯蒂安港。围绕历史悠久的市中心，是一圈主要建于19世纪末的住宅区（Vesterbro, Inner Nørrebro, Inner Østerbro）。它们建造在旧城墙以外，标志着城市扩展，突破了这一障碍。
哥本哈根有时也被称为“尖塔之城”，以其只被教堂和城堡的尖顶打破的水平天际线而著称。最具特色的是救主堂的巴洛克酒钻形尖塔，游客从外部的螺旋楼梯可以爬上塔顶，俯瞰哥本哈根市中心的全景。重要的尖塔还有克里斯蒂安宫、市政厅和前圣尼古拉教堂的尖塔，稍低一点的有罗森堡宫的文艺复兴尖塔和舊股票交易中心（Børsen）的“龙尖塔”，后者很像四条龙的尾巴缠绕在一起。

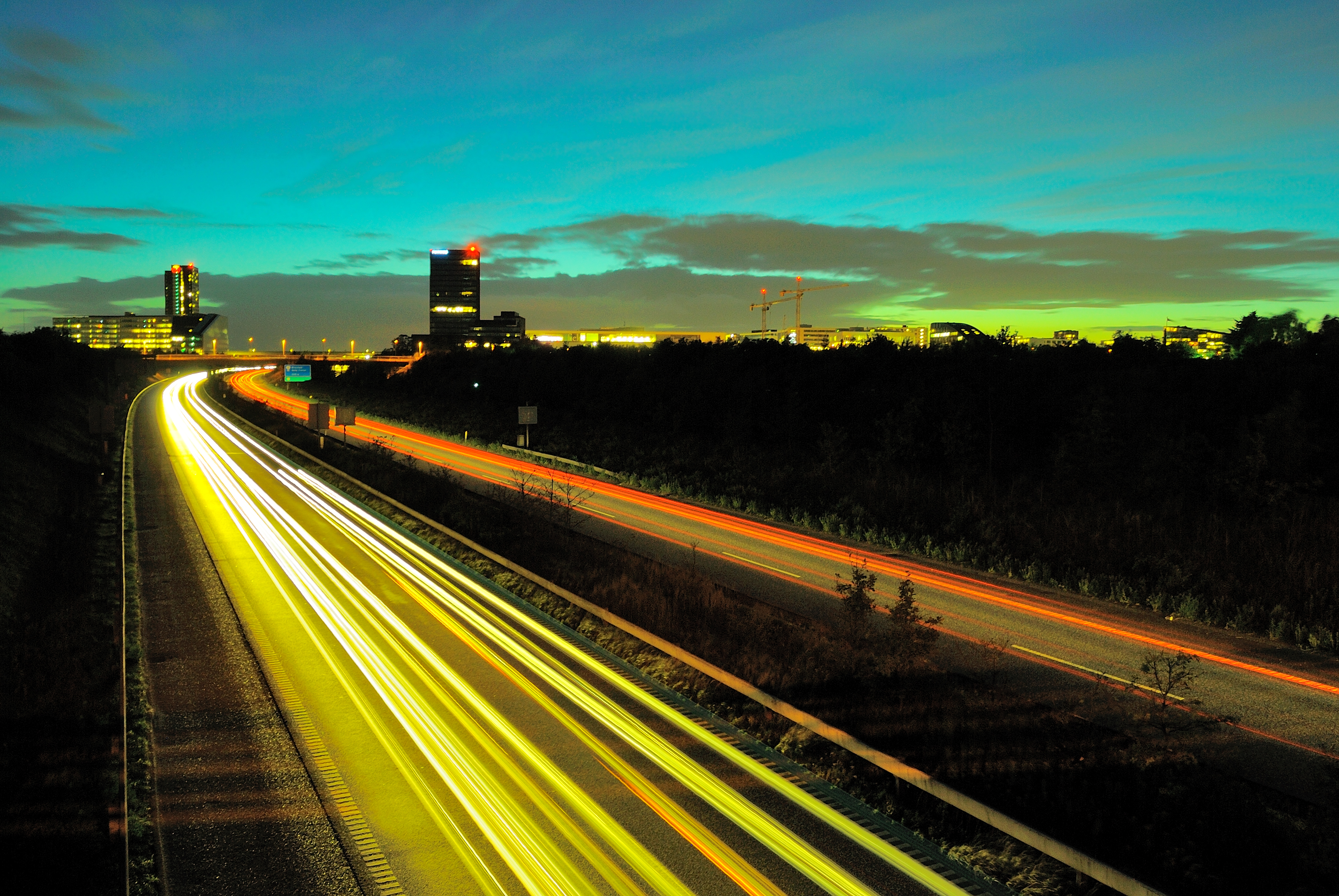
哥本哈根郊区厄勒斯塔兹发展中的天际线。12塔形成最终的天际线

近年来，在哥本哈根出现现代建筑的热潮，其中既有丹麦建筑师的作品，也有外国建筑师的作品。几百年来，在哥本哈根几乎没有外国建筑师的作品，但是自2000年起该市及周围地区，出现了国际明星建筑师的建筑。在同一时间，许多丹麦建筑师在哥本哈根和国外都取得了成功。
城市开发和现代建筑的蓬勃发展给该市的天际线带来了一定的变化。多数人决定保存一个没有高层建筑的历史中心，但是有几个区将会或已经进行大规模的城市开发，厄勒斯塔兹现在大部分由近期的发展构成。它靠近哥本哈根机场，目前拥有斯堪的纳维亚最大的购物中心之一，各种办公及住宅楼宇，以及哥本哈根信息技术大学和一所中学。斯堪的纳维亚半岛最大的两家酒店目前正在建设中。

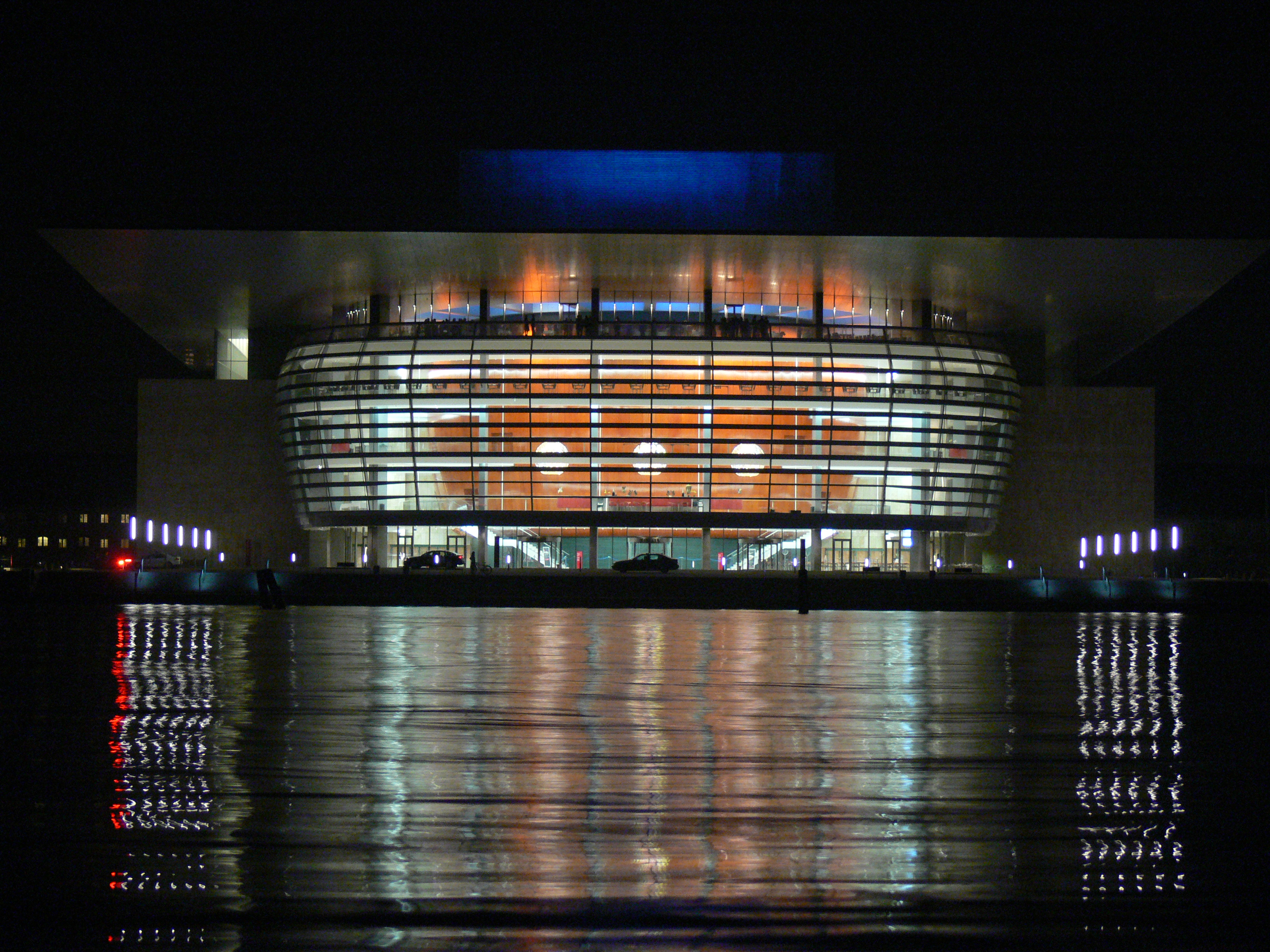
哥本哈根歌剧院

嘉士伯区是一个雄心勃勃的再生项目。嘉士伯啤酒在哥本哈根的旧厂区已经终止了啤酒生产，转移到了腓特烈西亚。该区将有9座高层建筑，混合老工业建筑与现代建筑，创建一个密集的，像迷宫一样的区域，关注可持续性和活跃的城市生活。城市开发的第三个主要地区是“哥本哈根南港”。哥本哈根在人工岛上进行城市开发的传统始于克里斯蒂安四世建设克里斯蒂安港，继续于最近在哥本哈根南港港区内再开发“港口岛”以及“船闸半岛”。哥本哈根的一个与众不同的区是克里斯蒂安那自由城，有很多有创意和特质的“没有建筑师的建筑”。

### 公园

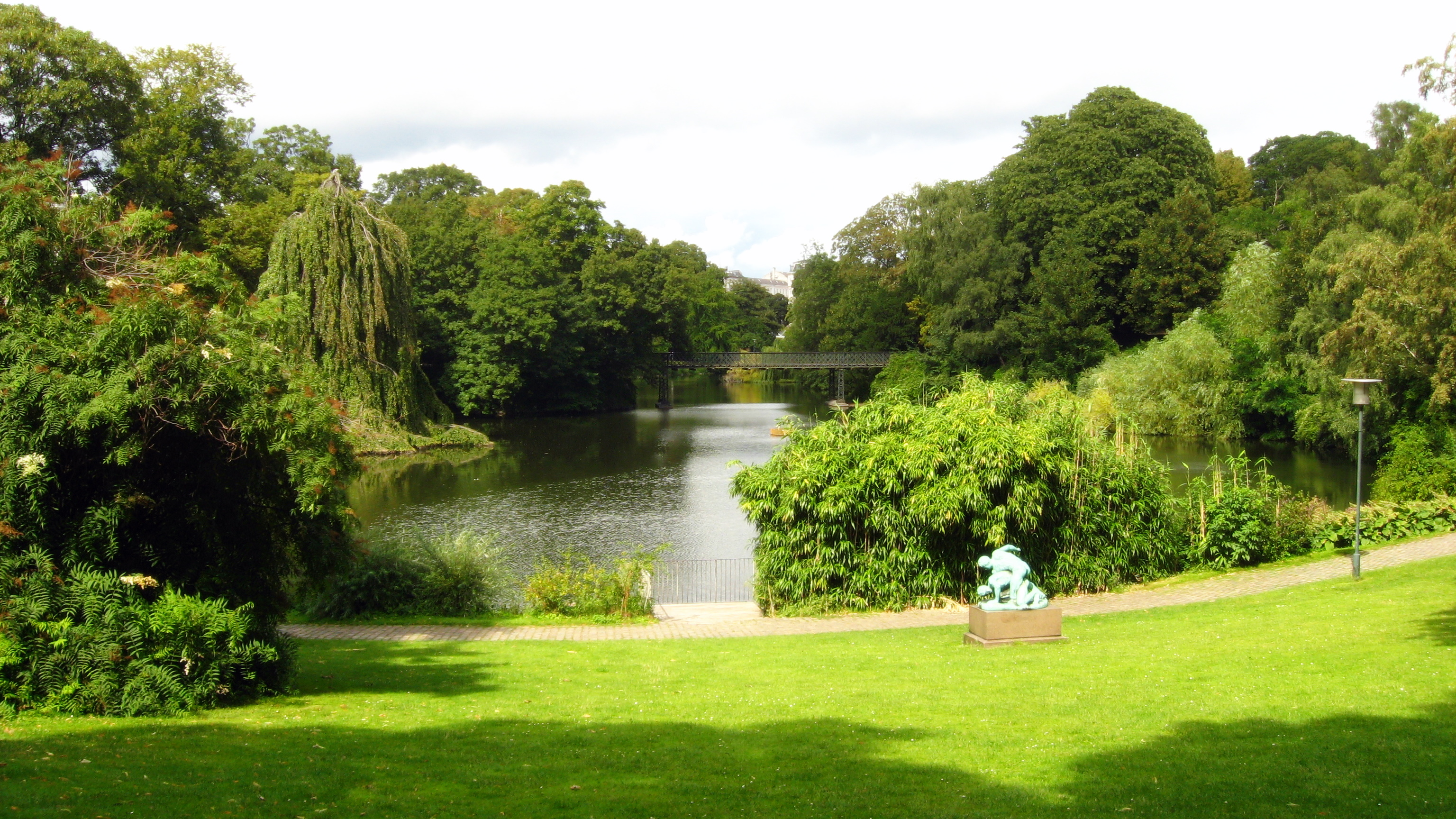
Ørstedsparken

哥本哈根是一个绿色的城市，有许多大大小小的公园。

## 人口
依據計算範圍的不同，哥本哈根的人口數字也會有所差異。丹麥中央統計局使用哥本哈根連續的已開發都會區域作為統計範圍，這表示在範圍中的社群數量會隨時變動，最新的人口數據超過一百一十萬人（1,153,615，2008年）。這個數字和使用一般計算範圍標準（須達到200公尺連續的已開發都會範圍）所得到的結果並不相同，因為通用的規則在哥本哈根的五個郊區（德拉厄、措斯楚普、比克勒、Hørsholm、法鲁姆）中有所例外。丹麥中央統計局從未宣告哥本哈根的都會區正式範圍。然而一般認知的哥本哈根都会区，是由腓特烈斯贝以及其他20個市镇中的16個所組成，其中有5個市镇僅包含部份區域。
丹麥中央統計局發展出了稱之為「地帶」（landsdele）的區域定義，以達成等級低於區域的地區之統計需求。哥本哈根城市地區（København by）是由 Dragør、腓特烈斯贝和托恩比三個市镇所定義，總人口在2008年初為656,582人。哥本哈根的周遭郊區地帶（Københavns omegn）則包括了阿尔贝特斯隆、巴勒鲁普、布伦比、根措夫特、格莱萨克瑟、格洛斯楚普、海莱乌、维兹奥勒、霍耶-措斯楚普、伊斯霍伊、灵比-措拜克、勒藻勒和瓦伦斯拜克共13個市镇，總人口數為504,481（2008年1月1日數據）。將城市和郊區兩個地帶的人口加起來，總和為1,161,063人。哥本哈根城市和郊區地帶可共同視為哥本哈根的都會區域。
2008年1月1日的統計測量數據表示，33個鄰近市镇和哥本哈根市镇的人口總和為1,835,371。陸地面積為2,673 km²，水域面積為105 km²。本區域僅佔了丹麥整體陸地面積的6.3%，卻有33.5%的丹麥人口居住於此。計算後的人口密度為每平方公里686人。而丹麥其他區域的平均人口密度則是約每平方公里90人。

## 休閒和文化

### 音樂和娛樂

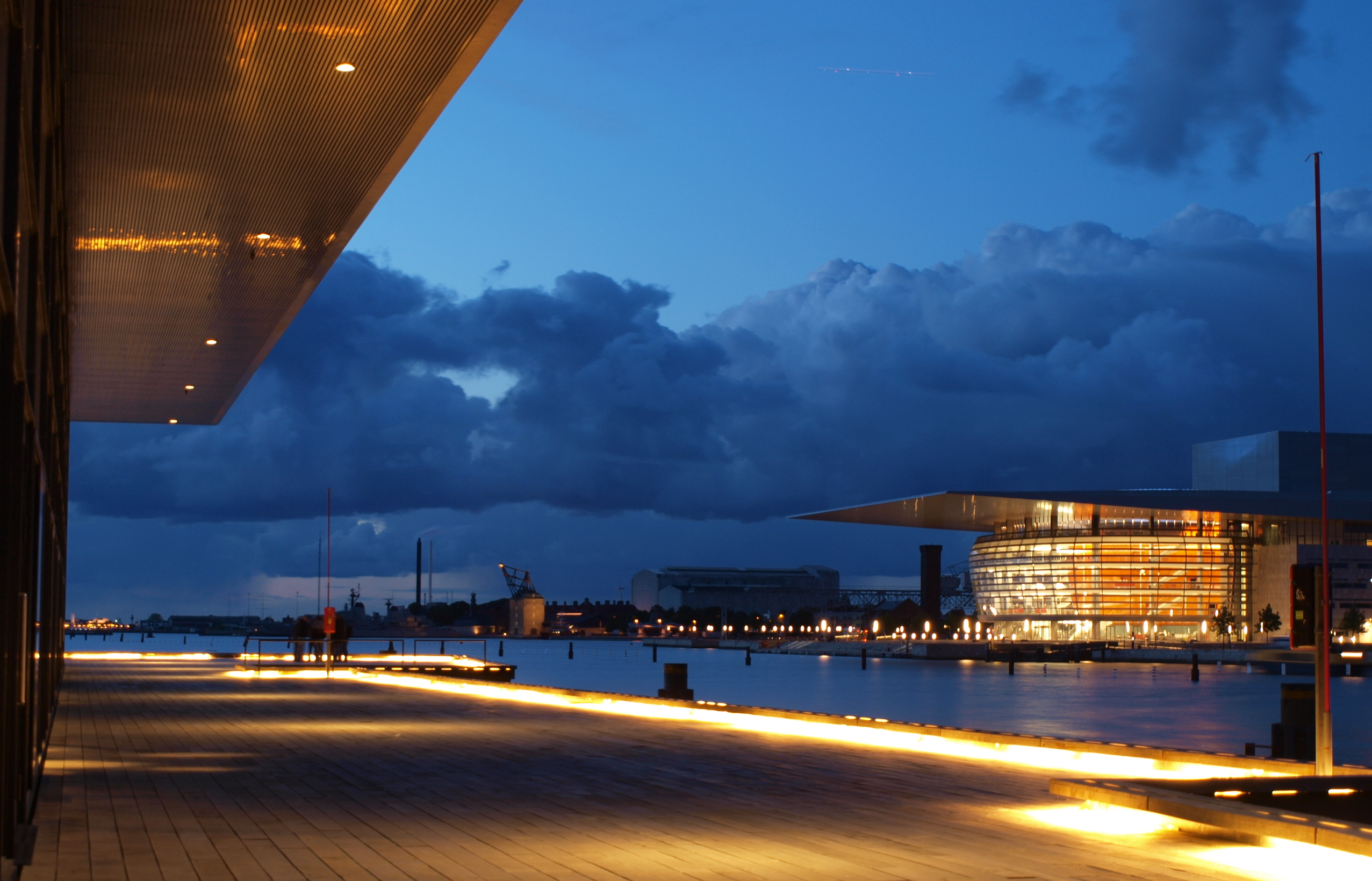
皇家剧院廣場
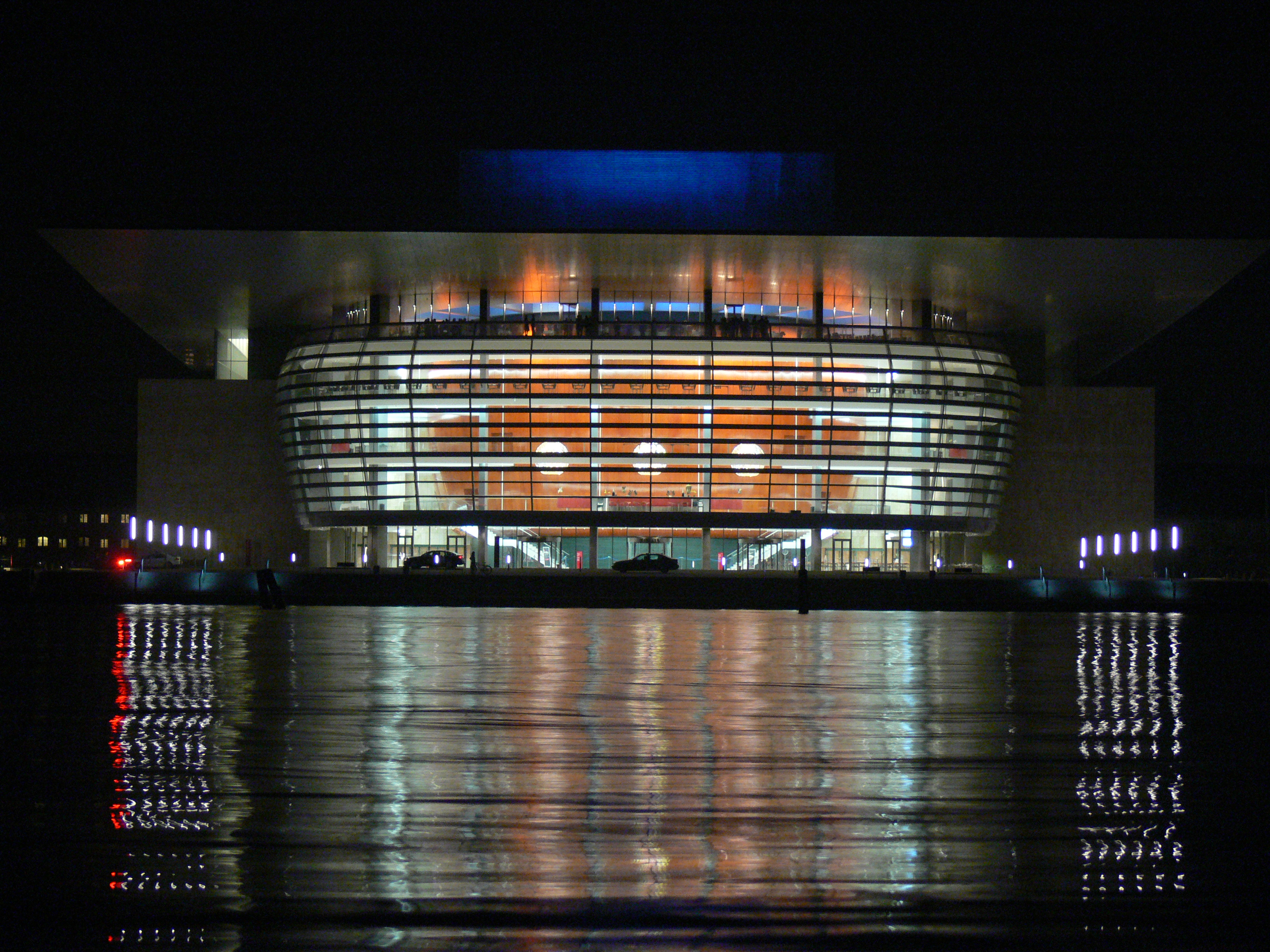
哥本哈根歌劇院
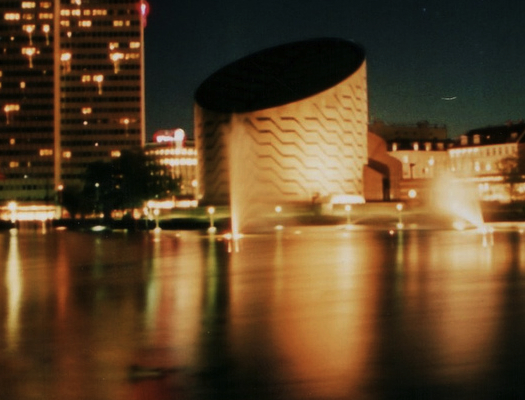
第谷·布拉赫IMAX戲院
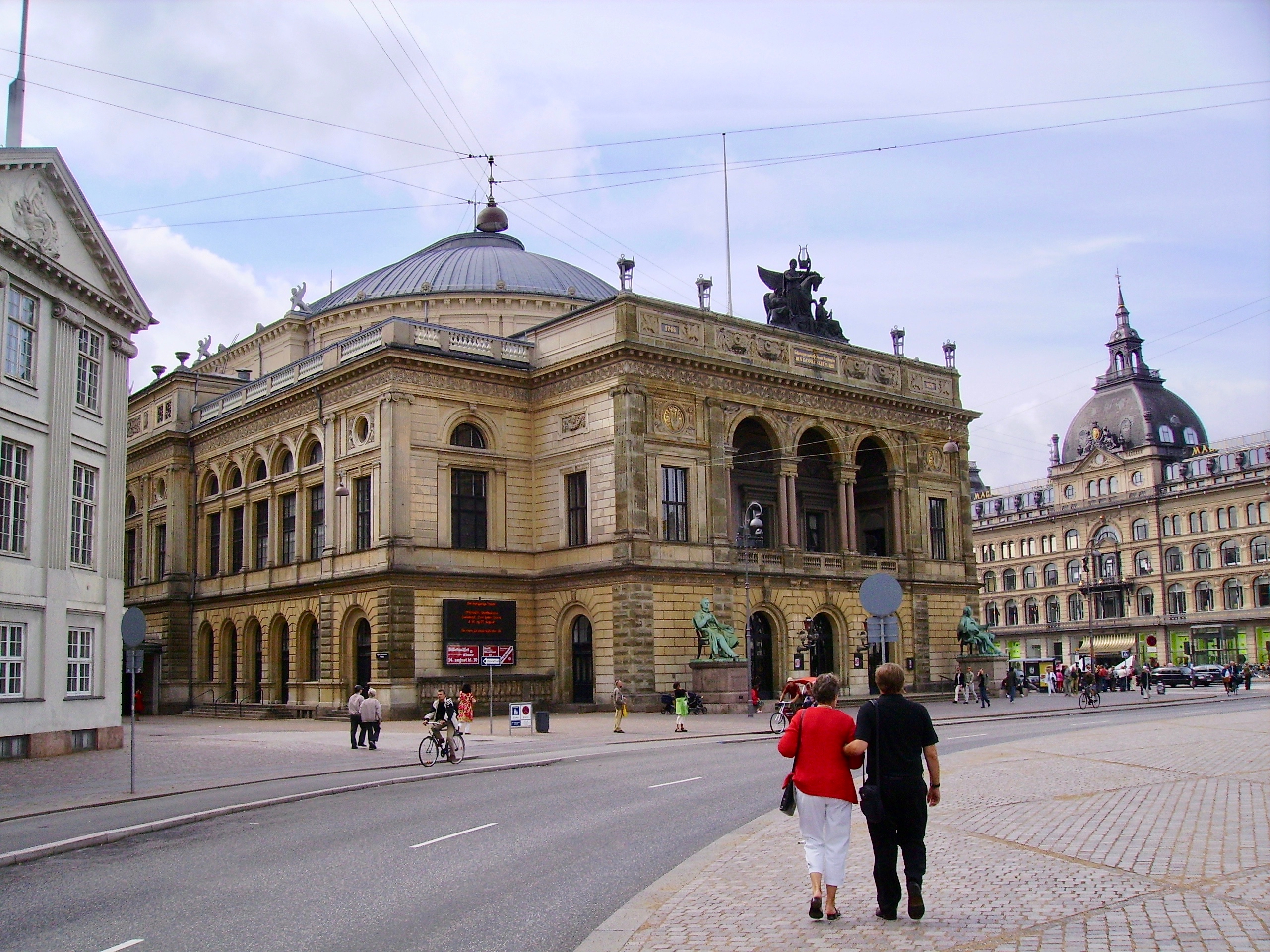
皇家剧院
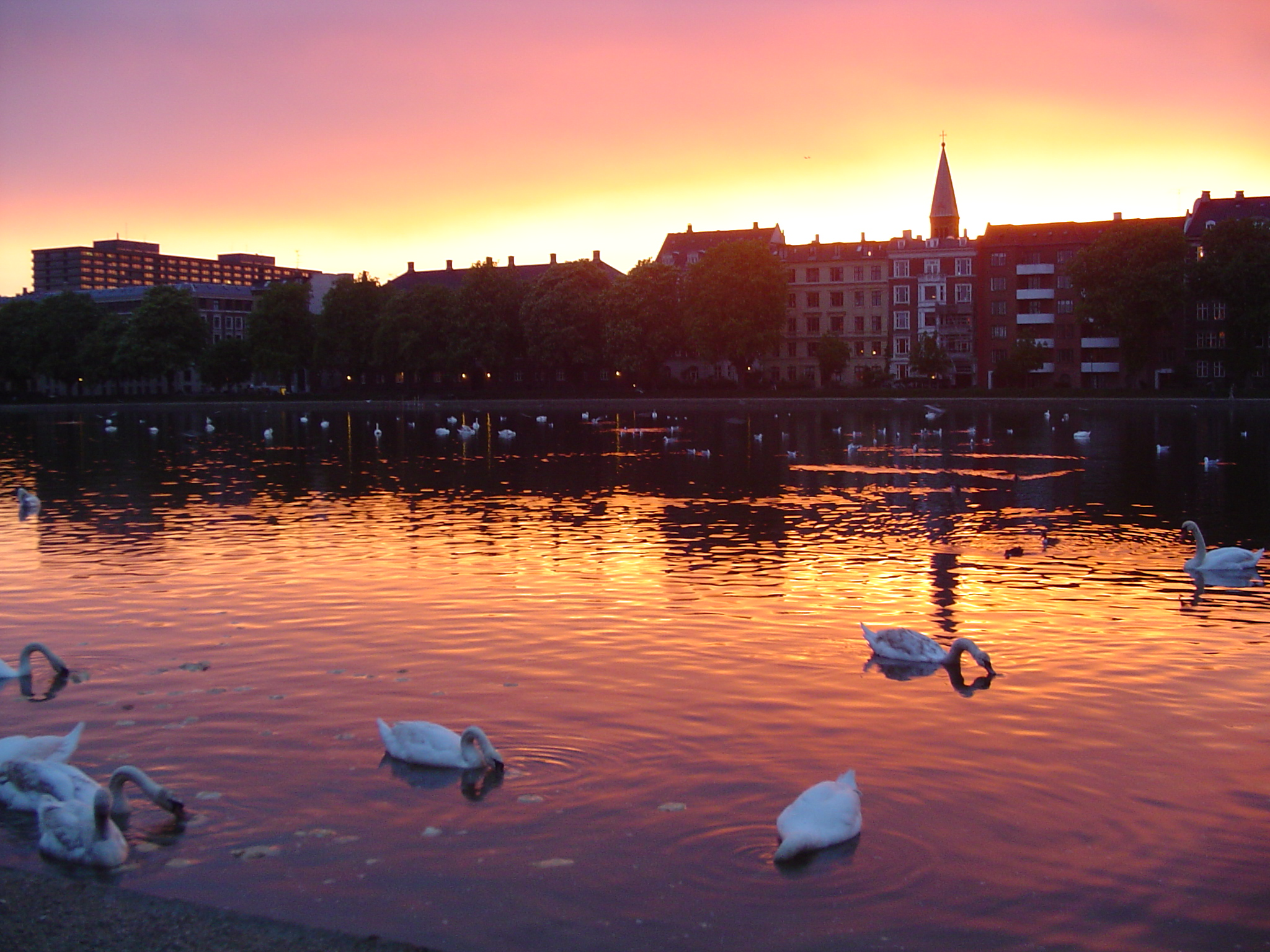
哥本哈根湖

在夏季舉辦的哥本哈根爵士音樂節，是多年來城市裡的熱門活動。音樂節的從多位的美國爵士樂手在1960年代移居哥本哈根後開始，這些樂手包括班‧威伯斯特（Ben Webster）、泰德‧瓊斯（Thad Jones）、肯尼‧德魯（Kenny Drew）、艾德‧西朋（Ed Thigpen）等人。近年來，哥本哈根室內管弦樂團（Hafnia Chamber Orchestra）開始在城市內的文化表演舞台上嶄露頭角。由指揮家西蒙（Simon Casali-Krzentowski）在2001年組成，哥本哈根室內管弦樂團成功將許多丹麥的作曲家介紹給更多觀眾。
若要尋找免費的娛樂，在斯洛多耶（Strøget）步行街的下午到晚上之間會有許多像是馬戲團般的活動，音樂家、魔術師、雜耍表演以及其他的街頭藝術都會在這裡聚集演出。

### 運動
哥本哈根有許多不同種類的運動隊伍。足球隊伍哥本哈根足球隊（FC København）就是以哥本哈根作為根據地。哥本哈根足球隊會在帕爾肯球場（Parken Stadium）中進行比賽，並有6支球隊在丹麥次級聯賽中角逐。哥本哈根同時也有三組冰上曲棍球隊伍，分別是 Rødovre Mighty Bulls、Herlev Hornets 和 Nordsjælland Cobras。
哥本哈根也有多支手球隊，哥本哈根足球會旗下擁有兩支同名的男女隊伍。聯合式橄欖球也經常在哥本哈根比賽，知名的隊伍包括 CSR-Nanok、Copenhagen Scrum、Exiles、Froggies 和 Rugbyklubben Speed。
基地位於哥本哈根的丹麥澳洲足球聯盟（DAFL，Danish Australian Football League）是非英語國家中最具規模的澳式足球賽事。
哥本哈根也是多支丹麥板球隊伍的根據地。雖然丹麥自1966年起就是國際板球協會（International Cricket Council）的會員國，但這項運動在丹麥的體育教育中並不普及，球迷人數、比賽場地、媒體關注程度也不如足球等熱門運動。

### 美食
哥本哈根擁有非常多的餐館，一種稱為的「開放式」三明治是當地最常見的傳統美食之一。哥本哈根共有11間獲得米其林星級評價的餐廳。其中「Noma」餐廳被選為全球十大最佳餐廳的第十名，最近又獲得了一顆米其林星星，使這間餐廳成為米其林二星級的餐廳。

### 自然
哥本哈根以及鄰近的郡共有三個海灘，總沙灘長度約為8公里，離市中心騎自行車只需約30分鐘即可抵達。包括2005年開幕的人工島嶼渡假區——阿迈厄海滩公园，距離市中心僅有15分鐘的自行車程。

## 教育
哥本哈根的主要大学包括哥本哈根大学和丹麦科技大学。哥本哈根大学於1479年成立，著名研究範圍包括科學、醫療、法律、社會科學、科技和人文學科。丹麦科技大学于1829年由丹麦物理学家汉斯·奥斯特创建，是丹麦第一所工业学院。丹麦技术大学是现在欧洲最领先的工科大学之一，同时是斯堪的纳维亚地区最好的工科大学。此外城市內還有哥本哈根商学院等知名的教育機構。

## 经济

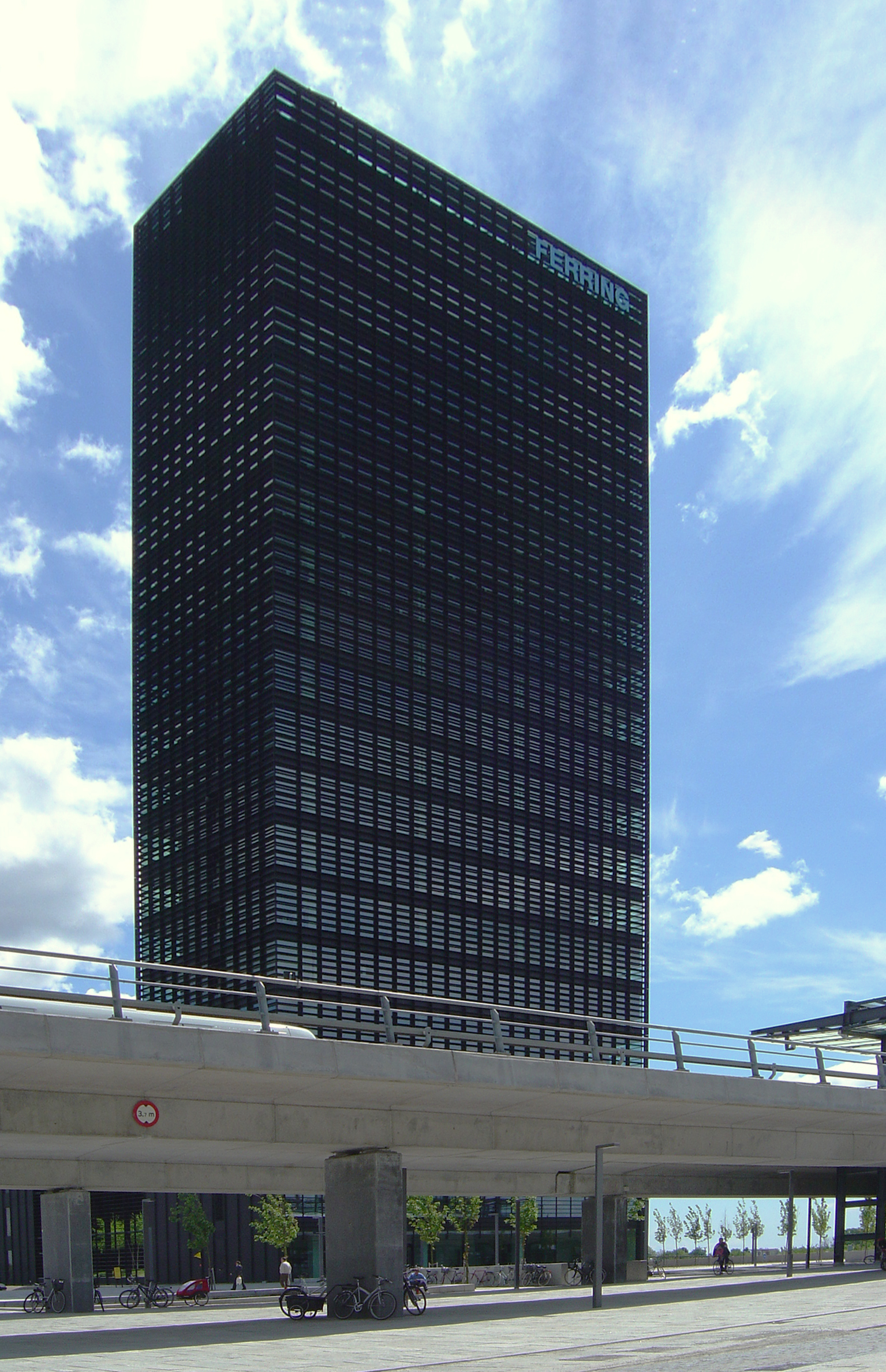
瑞士製藥商輝凌製藥於斯堪的納維亞的總部大樓，前方為哥本哈根地鐵高架橋。

一如欧洲其他都市，哥本哈根市中心有许多服务业、手工业和商业企业。全球最大皮草製造商「哥本哈根毛皮公司」總部即在此。工业企业大多数都在市郊，近年内许多工业企业被迁移到其他地区，甚至外国。包括哥本哈根的三个著名的啤酒厂，其生产部分有的被迁到日德兰半岛上。

## 交通

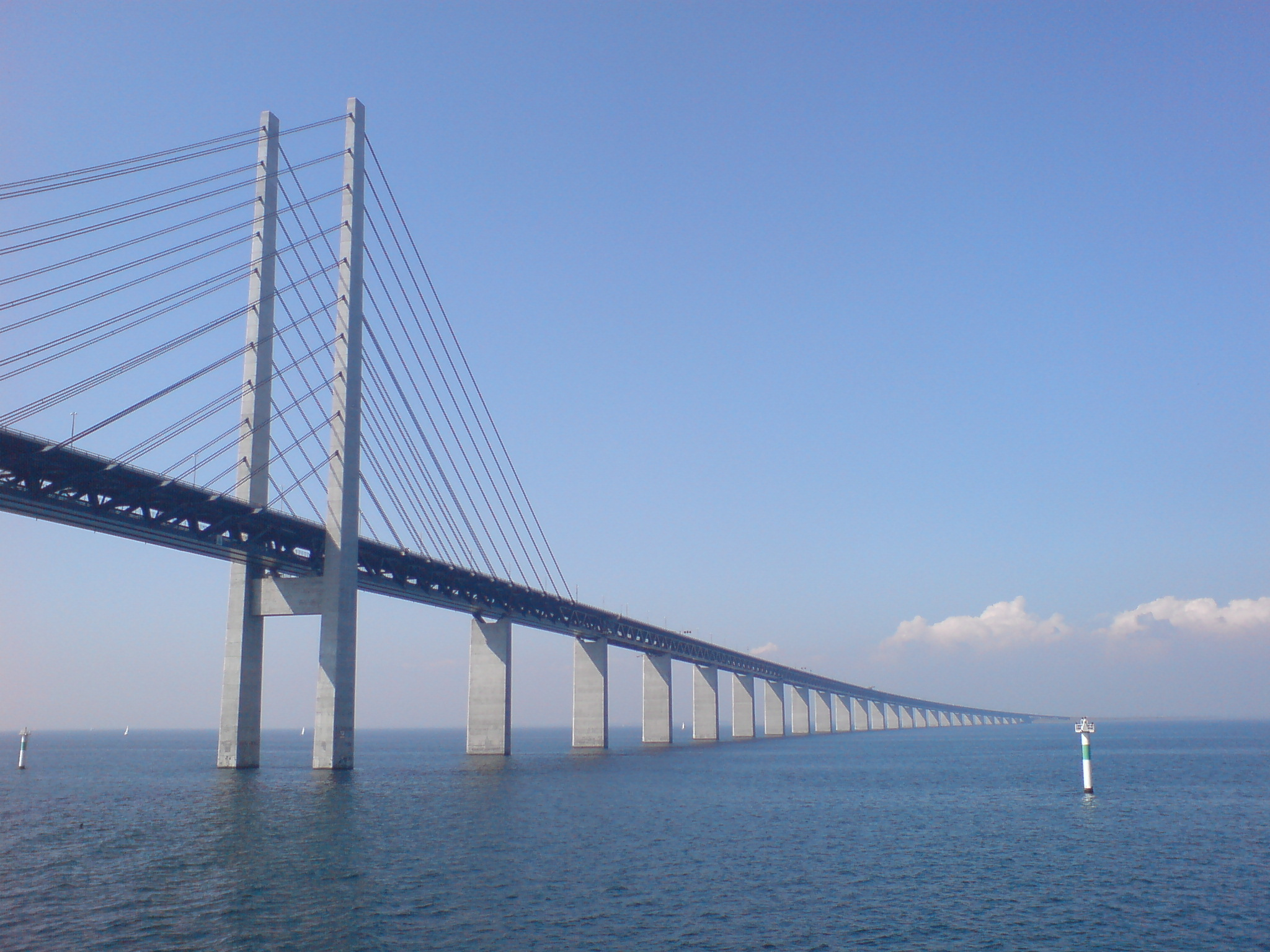
厄勒海峡大桥

虽然哥本哈根位於丹麦的边缘，但它仍然是丹麦首要交通枢纽。公路和铁路可直达欧洲大陆和北欧的斯堪的纳维亚半岛；厄勒海峡大桥橫跨厄勒海峡，連接哥本哈根与瑞典马尔默；市中心与市郊有近郊列车相连，市内有地铁，更有连接哥本哈根及临近地区的区域列车。哥本哈根国际机场位于凯什楚普（Kastrup）。而哥本哈根的渡轮也可以连接挪威首都奥斯陆，瑞典城市赫尔辛堡，丹麦港市奥胡斯，岛屿博恩霍爾姆。

### 通勤鐵路
哥本哈根拥有高度发达的市郊铁路系统。

### 地鐵

哥本哈根地鐵路線圖（2020年3月数据）

哥本哈根地鐵現時共有4條路線，分別為1号线、2号线、3号线、4号线。1号线和2号线兩線在万勒瑟站和克里斯蒂安港站之間路线相同，在阿迈厄岛上則分為東西兩線。3号线是位于哥本哈根主城区内的环线。4号线全部建成后，将成为连接哥本哈根北港和哥本哈根南港的地铁线路，目前通车的部分仅包括哥本哈根火車總站 ↔ 东方码头站段，哥本哈根南港段尚处于建设阶段。
| 线路  | 起讫站                        | 通车时间       | 長度     | 車站                    |
| ----- | ----------------------------- | -------------- | -------- | ----------------------- |
| 1号线 | 万勒瑟站 ↔ 西阿迈厄岛站       | 2002年10月19日 | 14.3公里 | 15座                    |
| 2号线 | 万勒瑟站 ↔ 哥本哈根机场站     | 2002年10月19日 | 19.2公里 | 16座                    |
| 3号线 | 環狀線                        | 2019年9月29日  | 15.5公里 | 17座                    |
| 4号线 | 哥本哈根火車總站 ↔ 东方码头站 | 2020年3月28日  | 4.5千米  | 8座 （已启用车站）      |
| 4号线 | 哥本哈根火車總站 ↔ 东方码头站 | 2020年3月28日  | 4.5千米  | 13座 （包含建设中车站） |

### 單車
在哥本哈根，有将近一半的人骑自行车上班上学，绝大部分人拥有自行车并把自行车作为首选的出行方式。这和当地的交通设计理念是分不开的，哥本哈根有着宽阔的自行车道，骑行者可以畅通无阻，在雨雪天，自行车道的清理也会优先于机动车道。因而，人们普遍认同这种便捷、环保且健康的出行方式。丹麦计划到2050年彻底摆脱对化石燃料的依赖。

## 知名景點

位於哥本哈根港邊的美人魚雕像

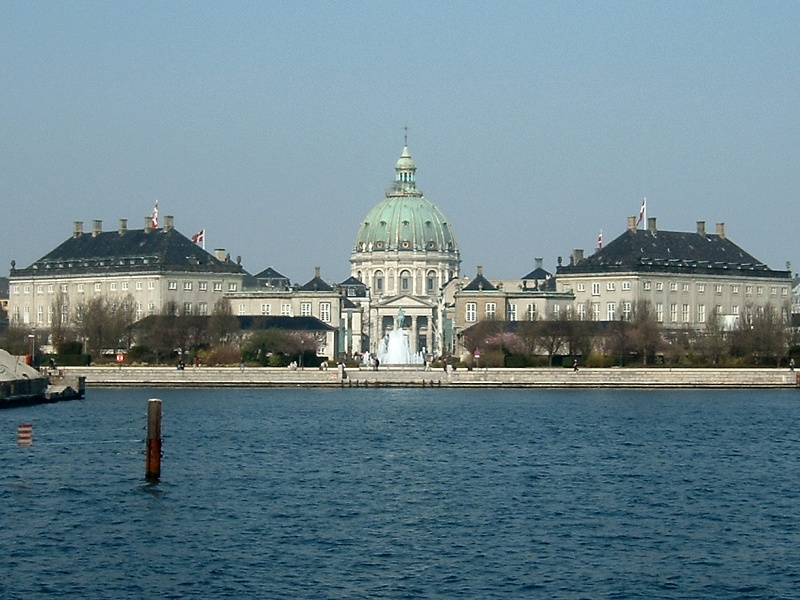
阿美琳堡王宮，丹麥王室所居住的地方

- 阿馬林堡皇宮（Amalienborg Palace）
- 安徒生墓園（Assistens Cemetery）
- 方舟現代美術館（Arken Museum of Modern Art）
- 舊股票交易中心（Børsen）
- 小島教堂（Church of Holmen）
- 哥本哈根歌劇院（Copenhagen Opera House）
- 丹麥設計中心（Danish Design Center）
- 克里斯蒂安堡宮（Christiansborg）
- 哥本哈根動物園（Copenhagen Zoo）
- 丹麥國家美術館（Statens Museum for Kunst）
- 丹麥國家銀行（Danmarks Nationalbank）
- 腓特烈斯貝宮（Frederiksberg Palace）
- 腓特烈堡城堡（Frederiksborg Castle）
- 吉菲昂噴泉（Gefion fountain）
- 克隆堡宮（Kronborg Castle）— 哈姆雷特在赫爾辛格中的城堡
- 美人魚雕像（The Little Mermaid）
- 三一教堂（Trinitatis Kirke）
- 路易斯安那現代藝術博物館（Louisiana Museum of Modern Art）
- 丹麥國家博物館（National Museum of Denmark）
- 新嘉士伯藝術博物館（Ny Carlsberg Glyptotek）
- 新港（Nyhavn）
- 羅森堡城堡（Rosenborg Castle）
- 羅斯基勒大教堂（Roskilde）
- 圆塔（Rundetårn）
- 趣伏里公園（Tivoli）
- 哥本哈根大學（University of Copenhagen）
- 丹麦广播电视城（DR Byen）
- 聖阿爾班教堂
- 聖靈教堂
- 聖伯多祿教堂

## 哥本哈根的知名人物
- 尼尔斯·玻尔，物理学家，诺贝尔奖獲獎者
- 奥格·玻尔，物理學家，诺贝尔奖獲獎者（尼尔斯·玻尔之子）
- 維托·埔柱，钢琴家、艺人
- 海倫娜·克莉史汀森，超級名模
- 卡爾·德萊厄爾，电影导演
- 索倫·奧貝·克爾凱郭爾，哲学家
- 比約恩·隆伯格，教育工作者、《持疑的環保論者》作者
- 拉斯·馮·提爾，電影導演
- 米歇尔·劳德鲁普，前足球运动员、教練
- 彼得·舒梅切尔，前足球運動員
- 費嘉·貝哈·艾利森，超級名模
- 埃希納·赫茨普龍，知名天文學家，赫羅圖的提出人之一
- 阿納·雅各布森，知名建築師、設計師

邁茲•米克森，知名演員

## 姊妹城市
- 中国大陆北京
- 香港
- 法國巴黎
- 法國马赛
- 冰島雷克雅維克
- 捷克布拉格（非官方伙伴城市）
- 墨西哥坎佩切

## 外部連結
- 哥本哈根官方旅遊網站（页面存档备份，存于）
- 哥本哈根官方投資經紀公司（页面存档备份，存于）
- 维基导游上有關Copenhagen的旅行指南
- 官方自治市政府網站*（英文）
- 哥本哈根联合国气候变化框架公约第15次缔约方会议 (2009)（页面存档备份，存于）
- 綠色和平：哥本哈根 氣候直擊（页面存档备份，存于）